# Sailor Moon
Pour les articles homonymes, voir Moon.
Cet article parle de la série, pour le personnage, voir Sailor Moon (personnage).
Vous lisez un « bon article » labellisé en 2013.
Autre
Sailor Moon (セーラームーン, Sērā Mūn), abréviation de « Bishōjo Senshi Sailor Moon » (美少女戦士セーラームーン, Bishōjo Senshi Sērā Mūn, litt. « La Jolie Guerrière Sailor Moon » en français) est une franchise de médias japonaise, incluant manga, animes, comédies musicales, drama, jeux vidéo et divers produits dérivés, créée par Naoko Takeuchi en 1991.
Chaque adaptation de la franchise reprend les aventures d’Usagi Tsukino, une adolescente banale et maladroite, qui est en réalité Sailor Moon, une héroïne aux pouvoirs magiques. Combattant le mal au nom de l’amour et de la justice, elle est rejointe par de nombreuses alliées, toutes placées sous la protection d’une planète du Système solaire.
Bien qu’elle soit critiquée pour son scénario répétitif et inégal, Sailor Moon devient une série à succès à travers le monde et contribue au renouveau du genre magical girl. En 1993, le livre remporte le prix du manga Kōdansha dans la catégorie shōjo tandis que le dessin animé japonais remporte l’Anime Grand Prix en 1993. Ce dernier est diffusé en France dès décembre 1993 et le manga est édité deux ans plus tard chez Glénat. Dans le même temps, la série est adaptée en plusieurs comédies musicales dès 1993, puis est dérivée en drama japonais en 2003, avant d'être de nouveau déclinée en dessin animé, intitulé Sailor Moon Crystal, à partir de 2014.

## Synopsis

### Prologue
Il y a plus de 10 000 ans, les continents de la Terre ne forment qu’un unique pays et la Lune est habitée par des Sélénites à la vie éternelle. Les deux peuples, gouvernés par un système proche d’une monarchie, sont particulièrement évolués et semblent avoir atteint leur âge d’or. Depuis son royaume basé sur la Lune, le Silver Millenium, Queen Serenity, entourée de ses conseillers, les chats Luna et Artemis, veille sur la paix de la Terre. Elle est entourée de sa fille, Princess Serenity, et de ses gardes du corps, les guerrières Sailor Mercury, Sailor Mars, Sailor Jupiter, toutes guidées par leur leader, Sailor Venus.
Aux confins du système solaire, les guerrières Sailor du système solaire externe, Sailor Uranus, Sailor Neptune, Sailor Pluto, seules dans leur palais respectif, veillent à toute intrusion extérieure. Quant à Sailor Saturn, elle demeure endormie dans son palais, prête à intervenir pour assurer la renaissance de l’humanité en cas de nécessité. Bien loin de toutes ces responsabilités, Princess Serenity tombe éperdument amoureuse d’Endymion, le prince de la Terre.
Mais un jour, le Soleil se met à émettre des rayonnements étranges. Une entité maléfique, du nom de Metallia, s’empare de la Terre et prend possession de la sorcière Beryl. Convoitant les pouvoirs des Sélénites, Beryl manipule les Terriens et constitue une armée pour détruire le royaume de la Lune. Dans la bataille, toutes les guerrières périssent et le Silver Millenium est réduit en cendres. Seule Queen Serenity survit et parvient à ramener le silence sur la Lune et sur Terre, en scellant Beryl et Metallia. En dernier recours, elle utilise le pouvoir du Cristal d’argent pour que les âmes des Sélénites se réincarnent dans la Terre du futur. L’humanité est également anéantie et repart à zéro.

### Premier arc

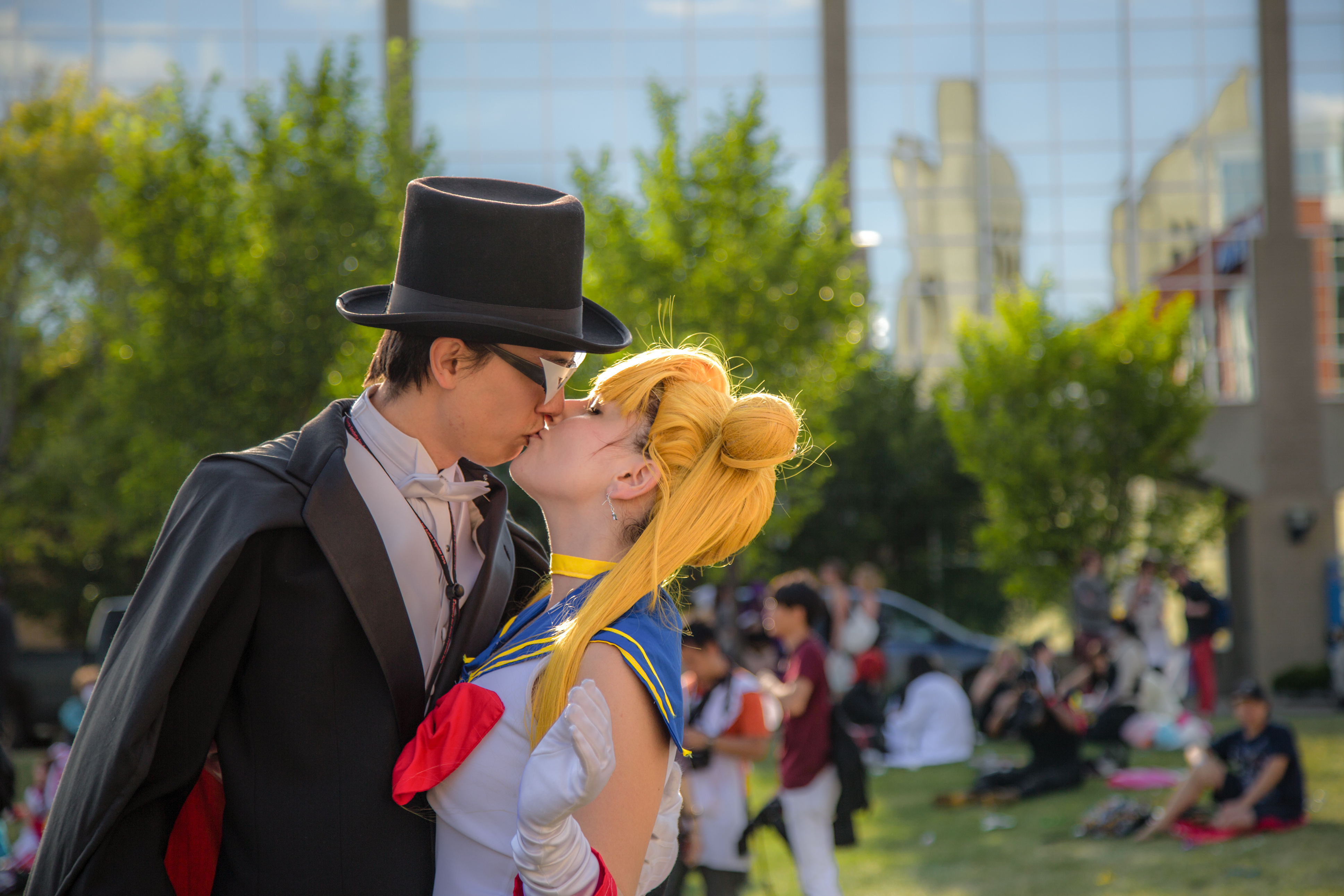
Cosplay de Tuxedo Mask et Sailor Moon.

Au début des années 1990, dix mille ans après la destruction du Silver Millenium, le sceau qui enfermait Beryl se brise et son royaume maléfique, le Dark Kingdom, renaît. Cet événement déclenche le réveil de Luna et Artemis, qui sommeillaient dans l’espace intersidéral, prêts à intervenir en cas de menace. Comprenant que la ville de Tokyo, au Japon, est le nouveau berceau des forces du mal, les petits chats se mettent alors en quête des descendantes des anciennes guerrières Sailor afin d’empêcher les sombres desseins de Beryl,. C’est ainsi que Luna rencontre finalement Usagi Tsukino, une jeune collégienne de 14 ans du quartier Azabu de Tokyo. Usagi est la réincarnation de Sailor Moon, la forme guerrière de Princess Serenity. Artemis, de son côté, comprend que Minako Aino est la réincarnation de Sailor Venus. Au fil du temps, les deux chats retrouvent les réincarnations de Sailor Mercury (Ami Mizuno), Sailor Mars (Rei Hino) et Sailor Jupiter (Makoto Kino). Ensemble, elles doivent utiliser leurs différentes aptitudes et pouvoirs magiques pour combattre Beryl et son projet d’asservir les humains et de conquérir la Terre. Elles peuvent aussi compter sur Tuxedo Mask, la réincarnation du Prince Endymion, pour les aider. Usagi, développant finalement les mêmes sentiments que sa précédente incarnation, ne tarde pas à tomber amoureuse de son sauveur.

### Deuxième arc
Peu de temps après avoir vaincu le Dark Kingdom, Usagi et ses amies voient débarquer Chibiusa, une mystérieuse petite fille venue du futur. Les guerrières Sailor découvrent que Chibiusa a remonté le temps pour qu’elles viennent aider sa maman, prisonnière dans le Tokyo du futur. Les guerrières font ainsi la connaissance de Sailor Pluto, gardienne de la porte du Temps et voyagent jusqu’au XXXe siècle. Là, elles découvrent une Terre ravagée par la secte Black Moon, de nouveaux ennemis que Sailor Moon doit détruire.

### Troisième arc
Quelques semaines seulement après son intervention dans le futur, Sailor Moon doit faire face à un nouvel ennemi, les Death Busters. En effet, un être maléfique du nom de Master Pharaoh 90 arrive d’une autre dimension pour installer le silence sur Terre. Cette intrusion provoque le réveil des guerrières Sailor chargées de la protection du système solaire de ses ennemis extérieurs, Sailor Uranus et Sailor Neptune. Sailor Uranus et Sailor Neptune cherchent à tout prix à faire apparaître le Graal, une coupe aux pouvoirs surpuissants, car lui seul leur semble capable d’empêcher l’apocalypse de s’abattre sur la planète. Grâce à ses alliées, Sailor Moon parvient à se transformer en Super Sailor Moon et décupler ses pouvoirs. Mais l’héroïne découvre que le corps de Hotaru, sa nouvelle amie, abrite deux entités : un sbire de Master Pharaoh 90, Mistress 9, et la guerrière de la destruction, Sailor Saturn.

### Quatrième arc
Dans le quatrième arc, Sailor Moon doit affronter le Dead Moon Circus et sa reine, Queen Nehelennia. Jalouse de la suprématie du Silver Millenium, elle cherche à s’emparer des pouvoirs de Sailor Moon et du Golden Crystal pour devenir la reine de la Lune et de la Terre. Super Sailor Moon et Sailor Chibi Moon rencontrent Helios, le gardien du Golden Crystal et du royaume de l’Elysion, dont est originaire Tuxedo Mask. Pour faire face à ce redoutable ennemi, Super Sailor Moon atteint sa forme ultime et devient Eternal Sailor Moon.

### Cinquième arc
Enfin, dans l’arc final, Sailor Galaxia et son empire, le Shadow Galactica, rêvant de conquérir toutes les planètes de la galaxie, investit la Terre. Eternal Sailor Moon est aidée par trois nouvelles guerrières Sailors venues d’une lointaine planète, Sailor Star Fighter, Sailor Star Maker et Sailor Star Healer. Celles-ci sont également à la recherche de leur princesse, Kakyû, tandis qu’une mystérieuse petite fille, Chibi Chibi, emménage chez les Tsukino.

### Correspondance entre adaptations
Le drama Pretty Guardian Sailor Moon n'adapte que la premier arc de la série.
| Arc           | Manga             | Anime Sailor Moon (1992)                            | Anime Sailor Moon Crystal (2014)           | Comédies musicales |
| ------------- | ----------------- | --------------------------------------------------- | ------------------------------------------ | --- |
| Premier arc   | Chapitres 1 à 13  | Saison 1 : Sailor Moon (épisodes 1 à 46)            | Épisodes 1 à 14                            | - Sailor Moon - Gaiden Dark Kingdom Fukkatsu Hen - Sailor Moon - Gaiden Dark Kingdom Fukkatsu Hen (Kaiteiban) - Sailor Moon Super Spring Festival - La Reconquista                                                                                              |
| Deuxième arc  | Chapitres 13 à 26 | Saison 2 : Sailor Moon R (épisodes 47 à 89)         | Épisodes 15 à 26                           | - Tanjou! Ankoku no Princess Black Lady - Tanjou! Ankoku no Princess Black Lady (Kaiteiban) - Wakusei Nemesis no Nazo - Mugen Gakuen - Mistress Labyrinth - Mugen Gakuen - Mistress Labyrinth (Kaiteiban) - Petite étrangère                                    |
| Troisième arc | Chapitres 27 à 38 | Saison 3 : Sailor Moon S (épisodes 90 à 127)        | Épisodes 27 à 39                           | - Sailor Moon S - Usagi Ai no Senshi e no Michi - Sailor Moon S - Henshin - Super Senshi e no Michi - Sailor Moon S - Henshin - Super Senshi e no Michi (Kaiteiban) - Un Nouveau Voyage                                                                         |
| Quatrième arc | Chapitres 39 à 49 | Saison 4 : Sailor Moon Super S (épisodes 128 à 166) | Film en deux parties : Sailor Moon Eternal | - Sailor Moon Super S - Yume Senshi - Ai - Eien ni… - Sailor Moon Super S - (Kaiteiban) Yume Senshi - Ai - Eien ni… Saturn Fukkatsu Hen - Sailor Moon Super S Special Musical Show - Amour Eternal                                                              |
| Cinquième arc | Chapitres 50 à 60 | Saison 5 : Sailor Stars (épisodes 167 à 200)        | Film en deux parties : Sailor Moon Cosmos  | - Sailor Moon Sailor Stars - Sailor Moon Sailor Stars (Kaiteiban) - Eien Densetsu - Eien Densetsu (Kaiteiban) - The Final First Stage - Shin Densetsu Kourin - Starlights - Ryuusei Densetsu - Kakyuu-Ouhi Kourin - The Second Stage Final - Le Mouvement Final |

## Production

Les guerrières portent un costume inspiré du sailor fuku.

En 1990, après la parution de sa série The Cherry Project, Naoko Takeuchi décide de créer une nouvelle héroïne qui serait dotée de pouvoirs magiques et qui combattrait au nom « de l’amour et de la justice. » Fumio Osano, son éditeur chez Kōdansha, suggère de l’habiller en sailor fuku (セーラー服, sērā fuku), l’uniforme traditionnel des écolières japonaises. Ainsi naît Codename Sailor V (コードネームはセーラーＶ, Kōdōnēmu wa Sērā V, litt. Nom de code : Sailor V), dont les histoires paraissent en feuilleton dès le 18 juillet 1991 dans un supplément du magazine Nakayoshi, Runrun.
Devant le succès rencontré par Codename Sailor V, la société de production Toei Animation contacte Naoko Takeuchi et lui demande de remanier le concept pour créer un manga et un dessin animé qui seraient diffusés simultanément,. L’auteure, fan des séries Super sentai comme Himitsu Sentai Goranger, décide alors de créer une équipe de filles dirigées par un personnage du même nom, Sailor Moon. Sailor V intègre l’équipe des guerrières, sous le nom de Sailor Venus. Pour son dessin, Naoko Takeuchi s’inspire des travaux de Leiji Matsumoto et de Kimiko Uehara. Pour Sailor Moon Naoko Takeuchi créé un univers riche en références astrologiques, astronomiques, de mythologiques greco-romaines et minéralogiques. L’histoire de Sailor Moon se base également sur certains détails du conte populaire japonais Kaguya-hime.
La publication des premières aventures de Sailor Moon est prévue pour l’édition de février 1992 du mensuel Nakayoshi, un des mois de l’année où les ventes du magazine sont statistiquement les plus importantes,. La production du dessin animé commence aussitôt le premier chapitre du manga scénarisé par Naoko Takeuchi, avant même qu’il ne soit publié dans Nakayoshi. Le premier épisode est diffusé le 7 mars 1992 sur TV Asahi. La série ne doit alors s’étendre que sur une saison : treize chapitres et une quarantaine d’épisodes animés. Mais le succès est bien présent et l’auteure créé quatre nouveaux arcs narratifs, la série s’étirant finalement sur 52 chapitres et 200 épisodes.

## Personnages

### Conception
La conception des personnages de Sailor Moon exploite généralement des symboliques de la culture japonaise, des noms de famille dont les kanji sont en rapport avec des pouvoirs, des noms associés à des éléments qui définissent le personnage dans l'univers. Les différentes guerrières de Sailor Moon portent ainsi dans leur nom de famille un kanji associé à leur pouvoir respectif et représentent une planète dont la dénomination japonaise reprend cet élément (eau, feu, bois, amour). Dans le cas des ennemis, on retrouve de nombreuses occurrences liées aux minéraux et aux gemmes car ils sont directement associés aux éléments terrestres en tant qu'organismes et entités prévoyant la domination terrestre sur tous les astres,.
Les personnages portent un uniforme s'inspirant du sailor fuku, les personnages se distinguent par la couleur de leur uniforme,.
| Système solaire interne | Système solaire interne | Système solaire interne | Système solaire interne | Système solaire interne | Système solaire interne |
| ----------------------- | ----------------------- | ----------------------- | ----------------------- | ----------------------- | ----------------------- |
| Sailor Moon             | Sailor Mercury          | Sailor Mars             | Sailor Jupiter          | Sailor Venus            | Sailor Chibi Moon       |

| Système solaire externe | Système solaire externe | Système solaire externe | Système solaire externe |
| ----------------------- | ----------------------- | ----------------------- | ----------------------- |
| Sailor Neptune          | Sailor Uranus           | Sailor Saturn           | Sailor Pluto            |

### Symbolique et perception

#### Hybridation des rôles
L'un des éléments centraux de Sailor Moon est la transformation d'Usagi Tsukino en Sailor Moon, qui illustre à la fois un rite de passage et une appropriation du pouvoir féminin. Ces séquences de transformation, où le corps d'Usagi devient temporairement nu avant d'être revêtu de son costume de guerrière, symbolisent un passage de l'enfance à l'âge adulte. Ce processus met en avant une féminité idéalisée, marquée par la capacité, la puissance et la confiance en soi, tout en jouant sur des codes esthétiques spécifiques au genre shojo. Cependant, cette transformation s'inscrit également dans une logique de marchandisation,,. Dans le cas d'Usagi, son rôle représente un hybride de féminité et de masculinité. Cette fusion des rôles est perçue comme une évolution des représentations des héroïnes dans la culture populaire.
L’ambiguïté des personnages féminins dans Sailor Moon s’inscrit dans une tradition du shojo où les figures féminines oscillent entre des rôles de jeunes filles vulnérables et des femmes puissantes. Cette ambivalence est particulièrement visible dans la représentation visuelle des guerrières. Les transformations physiques, où leurs corps deviennent temporairement sexualisés (notamment par des plans qui insistent sur la féminité adulte), contrastent avec leur personnalité souvent enfantine et leurs préoccupations adolescentes,.

#### Archétypes et dynamique de groupe
Les personnages de Sailor Moon incarnent des archétypes liés à des défauts qui les rendent plus humains, permettant aux spectateurs de s'identifier à ceux-ci. Usagi se démarque notamment par son imperfection manifeste, contraire aux héros traditionnels. Selon certains chercheurs, cet aspect de la personnalité d'Usagi pourrait avoir contribué à sa popularité auprès des enfants, car elle représente un modèle où l'on peut être imparfait tout en étant capable de faire face à des défis héroïques.
Les guerrières Sailor représentent une pluralité d'archétypes féminins, permettant à chaque spectatrice ou spectateur de s’identifier à l’un des personnages. Chacune d'entre elles est associée à une spécialité qui reflète ses qualités personnelles et ses forces. Usagi (Sailor Moon) est la guerrière du cœur, maladroite mais généreuse et déterminée, incarnant un modèle de croissance personnelle et d'accomplissement. Ses alliées, comme Ami (Sailor Mercury), Rei (Sailor Mars), Makoto (Sailor Jupiter), et Minako (Sailor Venus), apportent chacune une facette complémentaire : intelligence, spiritualité, force physique ou sens du rêve. Ces personnages illustrent la diversité des modèles féminins, chacun ayant ses propres traits de caractère, ses faiblesses et ses forces. L'interaction entre ces figures féminines crée un environnement d'amitié et de coopération, un thème qui est central dans la série,,,,.
L'analyse de ces personnages révèle également une dynamique de groupe qui défie les stéréotypes de compétition féminine. Plutôt que de rivaliser entre elles, les guerrières Sailors travaillent ensemble pour atteindre leurs objectifs. Cette solidarité féminine est parfois mise en contraste avec les représentations plus classiques de personnages féminins dans des récits populaires où la concurrence entre femmes est souvent mise en avant,,.
Aux États-Unis, la réception est très différente. Les personnages sont considérés trop girly et la transformation sexualisée est considérée comme incohérente avec le rôle de super-héroïne de Sailor Moon. Ce décalage conduit à diminuer l'impression de sérieux de la série, mais également d'augmenter l'attrait auprès des jeunes filles qui y trouvent des héroïnes plus accessibles. La série permet de repenser et d'encourager un modèle plus nuancé de féminité dans les archétypes américains. L'introduction de ces héroïnes aux États-Unis coïncide avec la génération de filles de la deuxième vague féministe en quête de modèles de pop-culture féminins,.

#### Influence sur la représentation
Les personnages de Sailor Moon ont une influence significative sur la représentation des femmes dans la culture populaire, particulièrement au Japon. Ils contribuent à faire évoluer les stéréotypes associés aux rôles féminins dans les œuvres destinées aux jeunes filles. Cette redéfinition de la féminité a également eu un impact dans les produits dérivés et le merchandising, où des figures comme Sailor Moon sont devenues des symboles de l'indépendance des filles.
En outre, la série et ses personnages jouent un rôle dans l'internationalisation de la représentation des héroïnes. Bien que Sailor Moon n'ait pas rencontré le même succès aux États-Unis qu'au Japon, elle trouve une base de fans fidèle et est appréciée pour sa capacité à fusionner des éléments féminins et héroïques. Cela a également ouvert la voie à une réflexion plus approfondie sur la manière dont les médias américains traitent les héroïnes, souvent en les présentant dans des rôles plus masculins.

#### Diversité romantique et sexuelle
En plus des différents archétypes des personnages, l'auteur inclut une diversité des relations amoureuses et des attirances au travers de plusieurs personnages tels que Sailor Neptune et Sailor Uranus. L'amitié qui unit ces personnages se développe en un amour homosexuel. L'auteur souhaite, par cette diversification visible, faire « comprendre aux enfants qu'il existe d'autres formes d'amour ». Cette relation est modifiée lors de la traduction en anglais afin de rester amicale.
Avant l'introduction de cette relation homosexuelle, les personnages présentent d'autres formes de relations amoureuses ambigues. Les intéractions entre les différents personnages évoquent également les contradictions psychosociales, les changements liés à la puberté et la complexité relative au passage vers l'âge adulte.

### Guerrières du système solaire interne

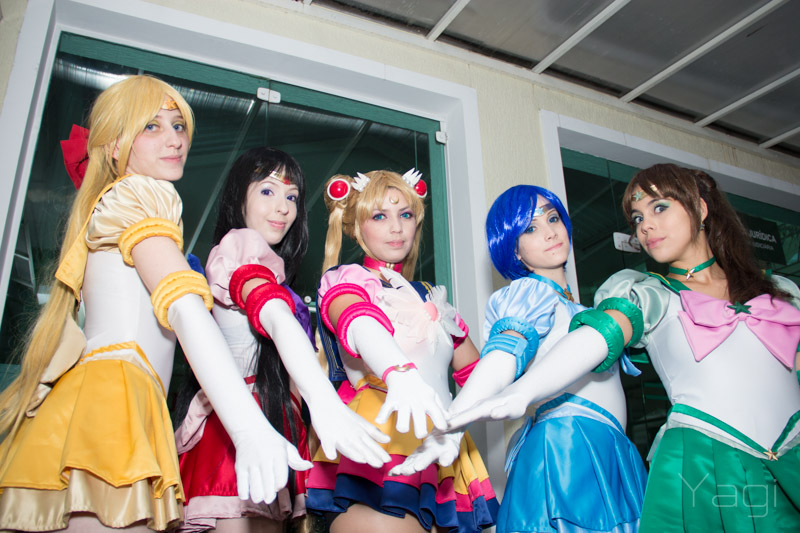
Cosplay des guerrières du système solaire interne : de gauche à droite, Eternal Sailor Venus, Eternal Sailor Mars, Eternal Sailor Moon, Eternal Sailor Mercury et Eternal Sailor Jupiter

#### Sailor Moon
Sailor Moon (セーラームーン, Sērā Mūn) est la guerrière de l’amour et de la justice. Reconnaissable par ses longs cheveux blonds et ses deux chignons en forme de dangos, son costume au début de la série est rose et bleu. Sailor Moon est la forme guerrière de la princesse du Silver Millenium, Princess Serenity. Après sa mort, elle s’est réincarnée sous les traits d’Usagi Tsukino (« Bunny Rivière » dans certaines traductions françaises). Usagi est pleurnicharde, fainéante et gourmande. Mais elle a grand cœur et est très généreuse. Sailor Moon est l’héritière du Cristal d’argent, un objet magique qui est la source de convoitise de la plupart de ses ennemis. Elle est amoureuse de Tuxedo Mask, un mystérieux homme masqué qui vole à son secours à chaque fois qu’elle est en danger. Elle découvrira par la suite qu’il est le prince Endymion,,,,.

#### Sailor Mercury
Sailor Mercury (セーラーマーキュリー, Sērā Mākjurī, « Sailor Mercure » dans certaines traductions françaises) est la guerrière de l’eau et de la sagesse. Ses pouvoirs lui permettent de créer de la brume, congeler ses ennemis, envoyer des jets d'eau et créer des tempêtes. Sa couleur est le bleu. En civil, Sailor Mercury est Ami Mizuno (« Molly » dans certaines traductions françaises), une jeune adolescente extrêmement intelligente dont le QI dépasse 300 et qui étudie dans le même collège qu’Usagi,,,,.

#### Sailor Mars
Sailor Mars (セーラーマーズ, Sērā Māzu) est la guerrière du feu et de la passion. Sa couleur est le rouge, elle a de longs cheveux noirs aux reflets violets. En civil, Sailor Mars est Rei Hino (« Raya Hiro » dans certaines traductions françaises), une adolescente qui fréquente une école privée catholique. Elle est la fille d'un prêtre shintoïste et chasse les esprits. Elle possède possède naturellement des pouvoirs spirituels. Impulsive et pétillante, elle se dispute souvent avec Sailor Moon car elle est également amoureuse de Tuxedo Mask. Grâce à ses pouvoirs de voyance, elle est capable de prévenir ses amis en cas de dangers. Son pouvoir d'exorcisme permet de désenvoûter les victimes de leurs ennemis,,,.

#### Sailor Jupiter
Sailor Jupiter (セーラージュピター, Sērā Jupitā) est la guerrière de la foudre et du courage, ce qui en fait la plus puissante des guerrières du système solaire interne. Elle est si forte qu'elle n'a pas systématiquement besoin d'effectuer sa transformation pour combattre les monstres. Sa couleur est le vert. Ses cheveux châtains sont tirés en queue de cheval. En civil, Sailor Jupiter est Makoto Kino (« Marcy Maurane » ou « Mako » dans certaines traductions françaises), surnommée « Mako-chan » par ses amies. Elle possède une grande force physique et s’intéresse particulièrement à la botanique,,,.
Comme pour les autres guerrières de Sailor Moon, la conception du personnage prévoit une signification dans son nom de famille dévoilant son pouvoir. Le ki de Kino signifie en japonais bois. C'est en relation avec la perception japonaise de la planète Jupiter (la planète Jupiter se dit mokusei (木星, littéralement « l’étoile du bois »)).
Sous son identité civile, Makoto Kino est une collégienne de 14 ans. Elle se distingue par sa grande taille (environ 1,68 m, soit 5'6") et sa force physique inhabituelle, des caractéristiques qui lui valent une réputation de dure à cuire dans son entourage. Ses cheveux bruns mi-longs sont généralement attachés en queue de cheval, et elle porte une aura à la fois impressionnante et intimidante. Cependant, Makoto cache une personnalité douce et attentionnée derrière cette façade robuste.
Makoto est orpheline et vit seule dans un appartement spacieux de Tokyo, un arrangement qui peut sembler enviable, mais qui reflète en réalité sa solitude. Cette indépendance est rare pour une adolescente japonaise, mais elle met en lumière l'image d'une jeune fille capable de s'assumer seule, en adéquation avec le message de « girl power » véhiculé par la série Sailor Moon. Malgré son autonomie, elle reste l'une des personnages les plus solitaires de la série, en partie à cause de son passé familial difficile et de son ostracisation sociale,.
Makoto incarne l'archétype du « clou qui dépasse » (deru kui wa utareru), une expression japonaise illustrant les difficultés des individus non conformes à s'intégrer dans une société où l'homogénéité est valorisée. Sa stature imposante et sa force en font une anomalie dans une culture qui valorise la discrétion et la conformité. Dès son arrivée au collège Jûban, Makoto subit des moqueries et des rumeurs malveillantes. On la considère violente simplement à cause de son apparence, bien que sa véritable nature soit gentille et protectrice. Ce décalage souligne le problème de l’ijime (intimidation) au Japon, qui ne se limite pas aux prédateurs dominants, mais inclut également les comportements hostiles envers ceux qui diffèrent de la norme.
Outre les brimades à l'école, Makoto subit également des discriminations dans sa vie amoureuse en raison de sa grande taille. Les normes culturelles japonaises, qui favorisent des relations où l'homme est plus grand que la femme, la condamnent à des rejets fréquents. Dans sa première apparition dans la série, son béguin pour un garçon surnommé se solde par une humiliation lorsqu'il la rejette en raison de sa stature anormalement grande. Plus tard, elle exprime son espoir que des hommes plus âgés, comme ceux d'une université prestigieuse, soient suffisamment grands pour accepter de danser avec elle, ce qui souligne son désir d'échapper aux jugements liés à sa taille. Au delà des discripinations amoureuses, elle incarne plus généralement les discriminations liées à la taille chez les jeunes filles.
Malgré ces défis, Makoto symbolise la résilience et l'autonomie. Son appartement spacieux, bien qu'un lieu de solitude, est aussi une preuve de son indépendance et de sa capacité à gérer sa vie sans supervision adulte. Cela contraste avec les rôles traditionnels souvent attribués aux jeunes filles dans la culture japonaise, renforçant ainsi le message féministe implicite de Sailor Moon. Elle est également un modèle de force, non seulement physique mais aussi émotionnelle, inspirant les spectateurs à dépasser les jugements et les attentes sociales.

#### Sailor Venus
Sailor Venus (セーラーヴィーナス, Sērā Vīnasu, « Sailor Vénus » dans les premières traductions françaises) est la guerrière de la lumière et de l’amour. Sa couleur est le orange. Elle a de longs cheveux blonds attachés par un nœud rouge. Sailor Venus est la leader des guerrières Sailor. En civil, elle est Minako Aino (« Mathilda ou Amélie » dans certaines traductions françaises). Minako est la première guerrière à s’éveiller un an avant les autres : c’est Artemis qui découvre sa véritable identité, alors qu’elle n’a que 13 ans. En attendant l’arrivée des autres guerrières, Minako enquête sur les phénomènes bizarres survenant à Tokyo, sous l’identité de Sailor V. La principale différence entre Sailor Venus et les autres Sailors, c'est que durant sa première année en tant qu'héroïne, elle combat également les bandits, ce qui lui vaut sa popularité,,,.

### Guerrières du système solaire externe

#### Sailor Pluto
Sailor Pluto (セーラープルート, Sērā Purūto, « Sailor Pluton » dans certaines traductions françaises) est la guerrière du temps et de l’espace. Son costume est rouge et noir, tandis que ses cheveux sont vert foncé. Elle garde toujours avec elle son sceptre, une immense clé surmontée d’un grenat, qui est en fait son talisman, le Garnet Rod. Cet accessoire lui permet d’ouvrir et de fermer la porte qui relie les dimensions et les différentes époques. Elle s’appelle en civil Setsuna Meiō (« Sylvana » ou « Séverine » dans certaines traductions françaises). Sailor Pluton est la plus âgée des guerrières et n'a jamais subi de réincarnations contrairement aux autres. Elle garde la porte du temps depuis des siècles et a pour ordre d'éliminer ceux qui tentent de la franchir sans autorisation,,.

#### Sailor Uranus

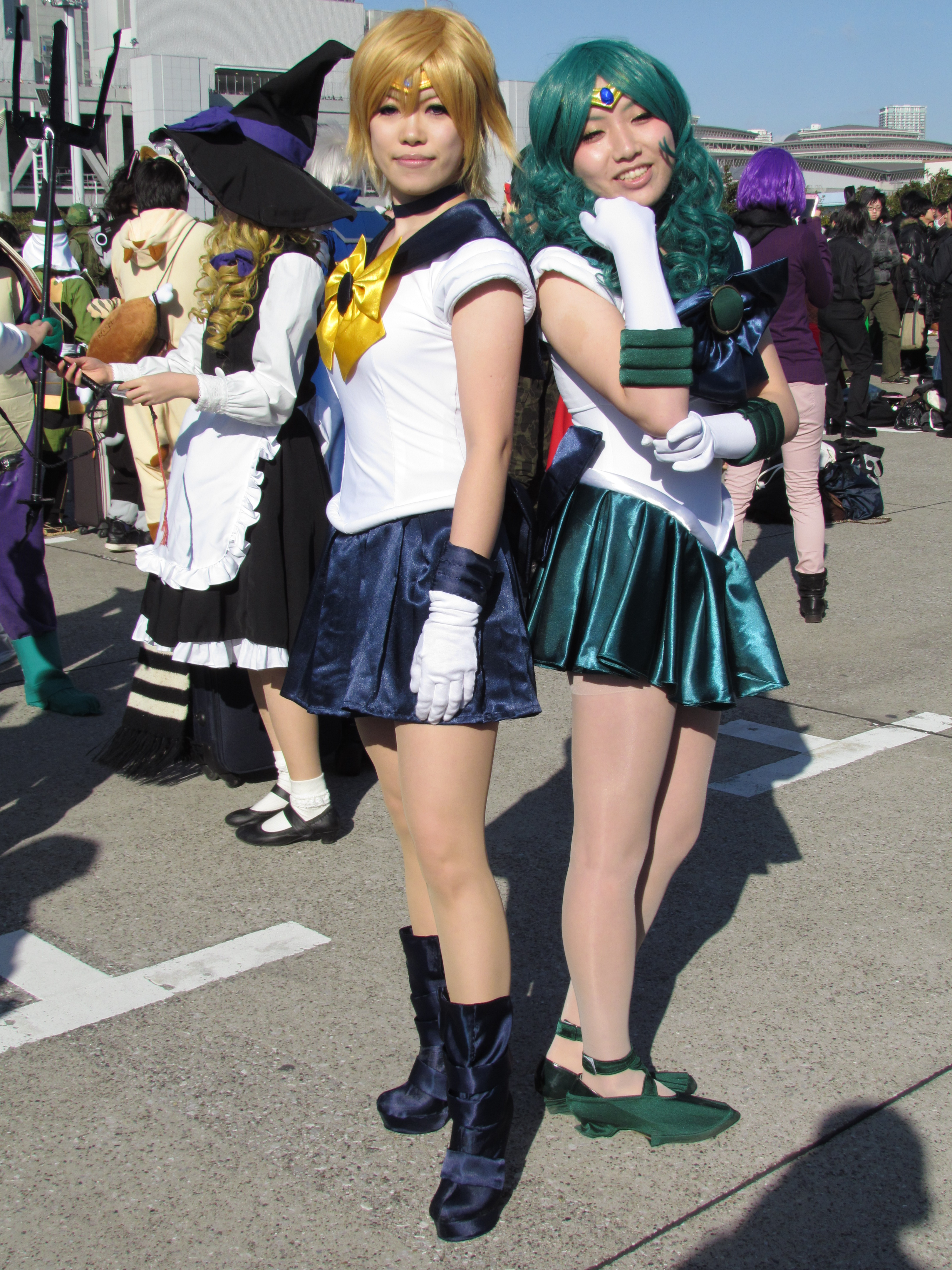
Cosplay de Sailor Uranus (à gauche) et Neptune (à droite).

Sailor Uranus (セーラーウラヌス, Sērā Uranusu) est la guerrière du vent. C’est une femme androgyne qui a les cheveux coupés court et blonds. Son costume est bleu et jaune et elle a une épée comme talisman. En civil, Sailor Uranus est Haruka Tennō (« Frédérique » dans certaines traductions françaises), une jeune étudiante de l’académie Infinie. Il est le petite amie de Michiru. Contrairement aux autres Sailor, elle ne rejoint pas d'équipe et reste en binome avec Sailor Neptune. Haruka Tenno a des centres d'intérêts éloignés des archétypes féminins et s'intéresse notamment à la moto. Sa relation avec Sailor Neptune est fusionnelle. Tout comme Sailor Mars, elle contrôle le feu,,.

#### Sailor Neptune
Sailor Neptune (セーラーネプチューン, Sērā Nepuchūn) est la guerrière de la mer. Ses cheveux ondulent comme une vague et sont bleu-turquoise. Son costume est vert d’eau et bleu marine. Elle possède un miroir doré où est gravé le symbole de Poséidon. En civil, Sailor Neptune est Michiru Kaiō (« Mylène » dans certaines traductions françaises), une lycéenne de 16 ans de l’académie Infinie. Elle possède naturellement des dons prémonitoires. Contrairement aux autres Sailor, elle ne rejoint pas d'équipe et reste en binome avec Sailor Uranus,,.

#### Sailor Saturn

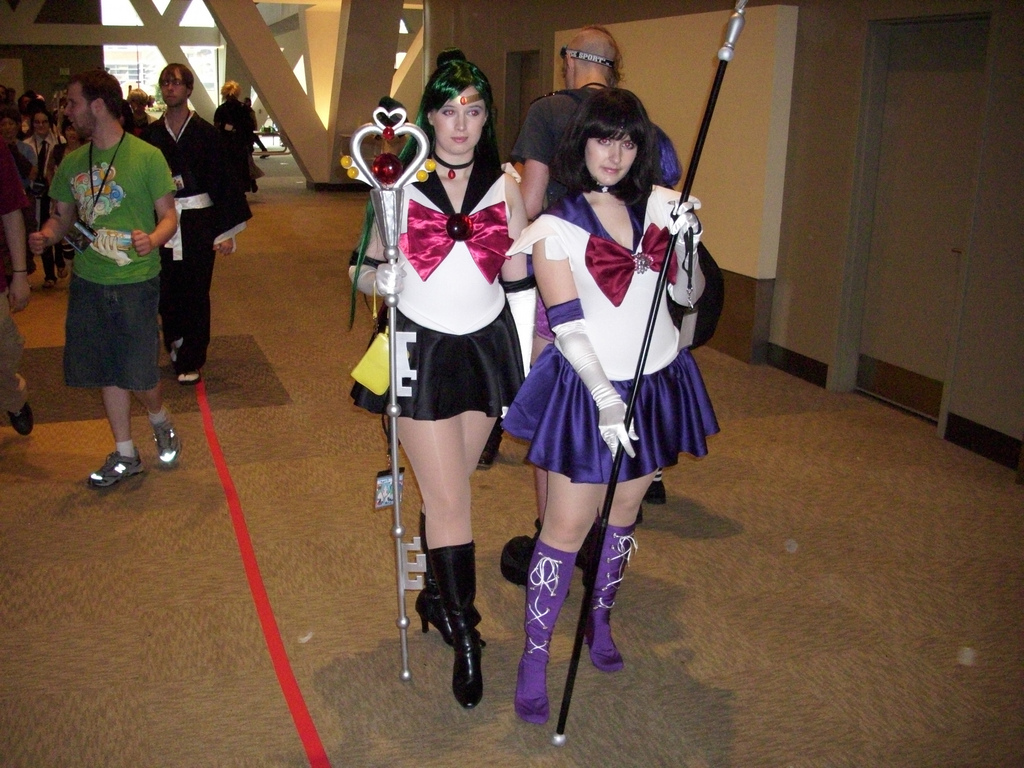
Cosplay de Sailor Pluto (à gauche) et Saturn (à droite).

Sailor Saturn (セーラーサターン, Sērā Satān, « Sailor Saturne » dans certaines traductions françaises) est la guerrière de la destruction, de la mort et de la renaissance. Son costume est marron et violet, arboré avec des épaulettes en forme d’ailes de papillon et une broche qui ressemble à une étoile éclatée. Elle ne quitte jamais sa hallebarde à double tranchant. Sailor Saturn a un statut bien particulier puisqu’elle n’est destinée qu’à être éveillée en de circonstances bien précises : en effet, son pouvoir est d’assurer la destruction d’une entité corrompue puis d’en assurer une renaissance saine. Elle peut ainsi détruire des planètes comme des systèmes solaires. Son existence est taboue et seules certaines conditions réunies assurent son éveil. En civil, Sailor Saturn est Hotaru Tomoe (« Olivia Williams » dans certaines traductions françaises). Elle est une jeune fille d’une dizaine d’années, plutôt frêle et timide,,.

### Sailor Starlights
Les Sailor Starlights (セーラースターライツ, Sērā Sutāraitsu) sont un groupe de guerrières Sailor venues de la planète Kinmoku (キンモク). Elles ont été contraintes de fuir leur Terre natale après son invasion par Sailor Galaxia. Dirigées par Sailor Star Fighter, les guerrières tentent de retrouver leur princesse, Princess Kakyû, qui les a précédées et qui s’est réfugiée quelque part dans Tokyo. Afin de faciliter leurs recherches, les Sailor Starlights se font passer pour un boys band appelé Three Lights (スリーライツ, Surī Raitsu). Leurs chansons contiennent un message subliminal destiné à éveiller Princess Kakyû. Elles ont toutes un uniforme noir en cuir et leur broche de transformation est une étoile affublée de deux ailes de cygne.
- Sailor Star Fighter (セーラー・スター・ファイター, Sērā Sutā Faitā?) est la guerrière leader des Sailor Starlights[42],[38].
- Sailor Star Maker (セーラー・スター・メイカー, Sērā Sutā Meikā?) est la guerrière la plus intelligente des Sailor Starlights[42],[38].
- Sailor Star Healer (セーラー・スター・ヒーラー, Sērā Sutā Hīrā?) est la plus pragmatique des Sailor Starlights[42],[38].

### Alliés secondaires

#### Tuxedo Mask

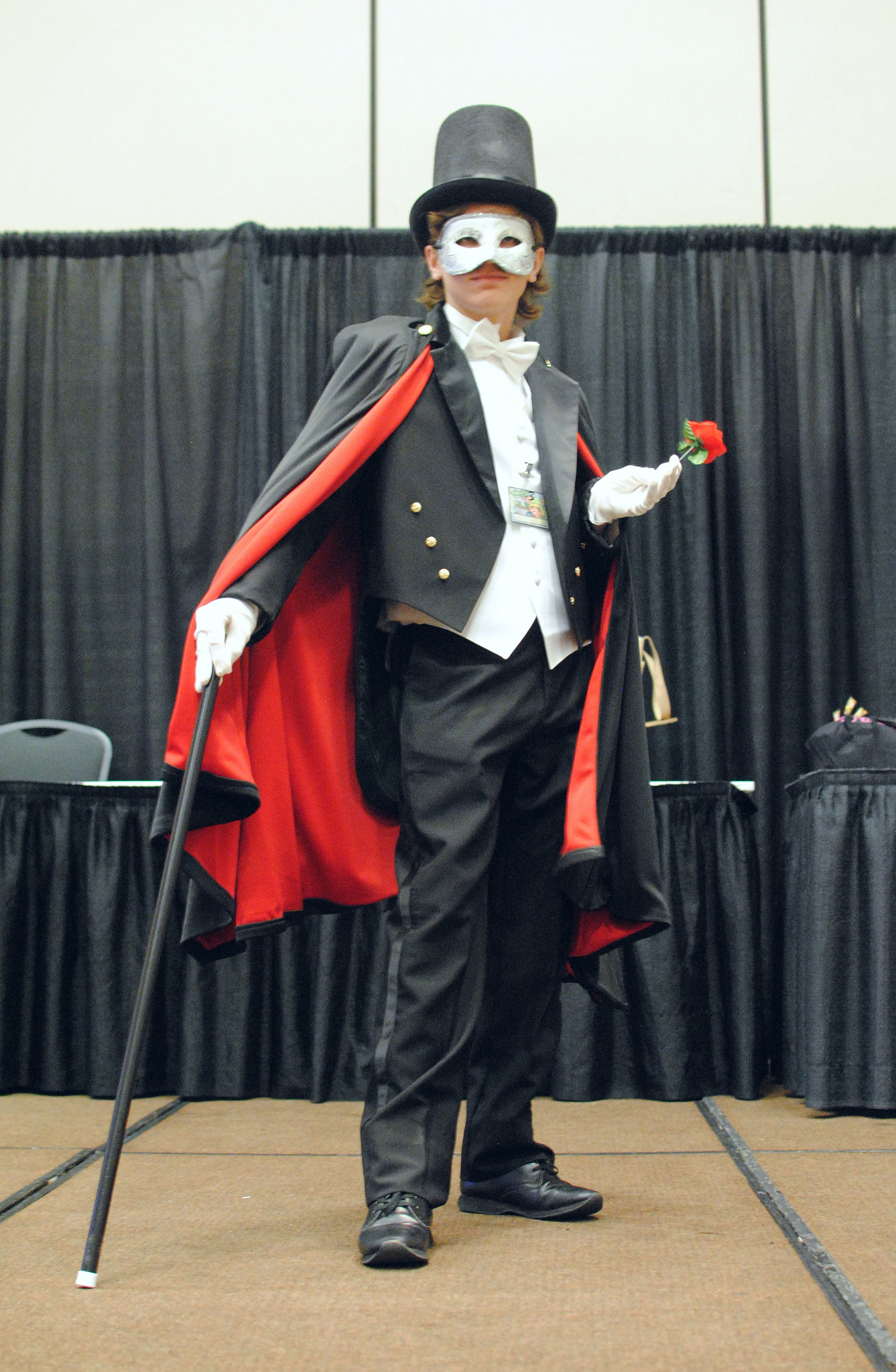
Cosplay de Tuxedo Mask

Tuxedo Mask (タキシード仮面, Takishīdo Kamen) est un jeune homme masqué. Il est l’amant de Sailor Moon. Tuxedo Mask l’aide à se sortir des situations périlleuses. En civil, il s’appelle Mamoru Chiba (地場 衛, Chiba Mamoru, "Bourdu", "Manoru", "Endy Chiba", "l'homme masqué " dans certaines traductions françaises), a 16 ans et est un brillant étudiant. Tuxedo Mask est en fait la réincarnation du prince Endymion, le prince de la Terre qui vivait il y’a 10 000 ans et était amoureux de la princesse de la Lune, Princess Serenity,,,.

#### Chibiusa
Chibiusa Tsukino (月野 ちびうさ, Tsukino Chibiusa, « Camille » ou « Minibunny » dans les premières traductions françaises), abréviation affective de « Usagi », son vrai prénom, est la fille de la Princesse Serenity et du Prince Endymion. Chibiusa a des yeux rouges et des cheveux roses coiffés en couettes, semblables à celles de Sailor Moon. Elle a environ 6 ans au début de la série. À la fin du deuxième arc, elle retourne dans le futur, puis revient finalement au XXe siècle pour parfaire son entraînement de guerrière Sailor. Elle gagne alors l’habilité de se transformer en Sailor Chibi Moon (セーラーちびムーン, Sērā Chibi Mūn). Comme sa mère Sailor Moon, Sailor Chibi Moon manipule le pouvoir de l’amour,,.

#### Princess Kakyû
Princess Kakyû (火球皇女, Kakyū Purinsesu) est la princesse de la planète Kinmoku. Ses gardiennes, Sailor Star Fighter, Sailor Star Maker et Sailor Star Healer, la suivent, mais ont perdu sa trace et essaient par tous les moyens de la retrouver,,.

#### Luna
Luna (ルナ, Runa) est une petite chatte, gardienne des guerrières du système solaire interne. Elle est originaire de la planète Mau (マウ). Douée de la parole, elle est très intelligente et pragmatique. Il y a 10 000 ans, au sein du palais du Silver Millenium, elle était la conseillère de la reine du royaume de la Lune, Queen Serenity. Sa fourrure est bleu nuit, Luna représente l’obscurité. Elle possède une cicatrice en forme de croissant de Lune sur son front. Elle est une des seules survivantes de la guerre entre Sélénites et Terriens. Elle est envoyée en attente dans l’espace-temps par Queen Serenity pour réveiller éventuellement les nouvelles incarnations des guerrières et les guider si des ennemis menaçaient la paix sur Terre. C’est ainsi qu’au XXe siècle, elle découvre qu’Usagi Tsukino est Sailor Moon. C’est elle qui donne en premier lieu les objets magiques à Sailor Moon, Sailor Mercury, Sailor Jupiter et Sailor Mars qui leur permettent de se transformer,,,,,.

#### Artemis
Artemis (アルテミス, Arutemisu) est aussi un petit chat, similaire à Luna et vient également de la planète Mau. Il est blanc et est associé à la lumière. Il est associé à Sailor V, puis Sailor Venus puisque c’est lui qui découvre que Minako Aino est cette guerrière. Comme Luna, il est envoyé dans l’espace-temps après la Grande Guerre entre Sélénites et Terriens. Il est amoureux de Luna et est plutôt jaloux des autres animaux ou hommes qui s’approchent d’elle,,,,.

#### Autres alliés
- Séléné est la mère de Sérénity qui sacrifie sa propre vie afin de permettre à sa fille de se réincarner sur Terre[42].
- Pégase est un prince, fait prisonnier par Néhélénia, qui devient le meilleur ami puis premier amour de Chibisua[42].
- Nanou est la meilleure amie d'Usagi. Elle tombe amoureuse de Néphlite, un des gardes de Béryl[42].
- Marc est un camarade très intelligent d'Usagi qui en est amoureux fou, il se retrouve finalement en couple avec Nanou à la fin de la série[42].
- Tommy est un gérant de salle d'arcade et meilleur ami de Mamoru Chiba[42].
- Diana (ダイアナ, Daiana?) est la fille de Luna et Artemis. Elle est née quelque part entre le XXe siècle et le XXXe siècle. Comme ses parents, elle a un croissant de Lune sur le front. Son pelage est mauve. Si Luna est la conseillère d’Usagi Tsukino, Diana est la conseillère de Chibiusa Tsukino[42].

### Ennemis
Il existe deux types distincts d'ennemis dans les personnages de Sailor Moon. Il y a d'une part les monstres absurdes qui peuvent également répondre des ordres ou être créés par l'un des différents organismes maléfiques; d'une autre les entités pensantes et douées d'intelligence qui s'organisent et s'articulent au sein d'organismes.

#### Dark Kingdom

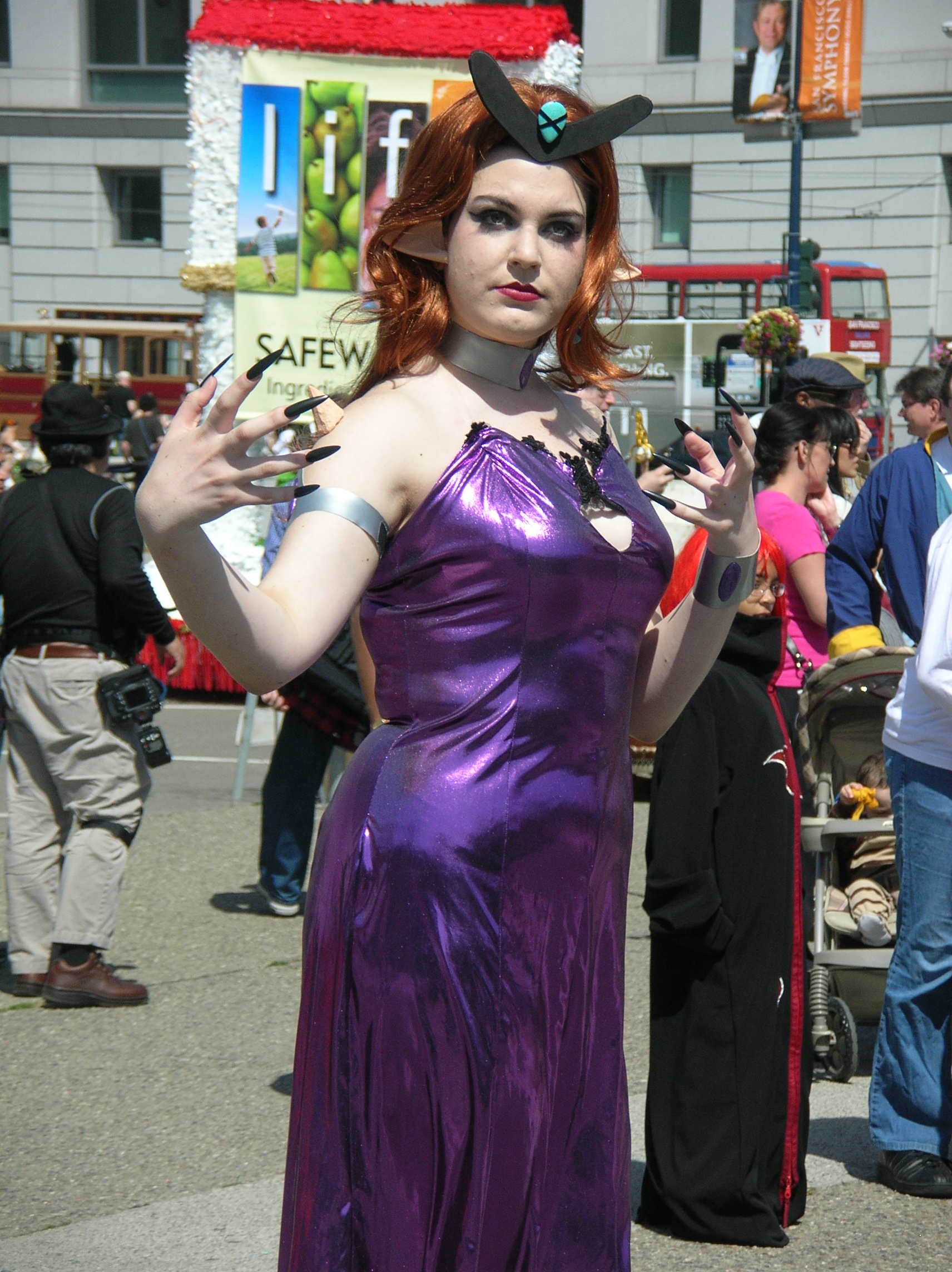
Cosplay de Queen Beryl

Le Dark Kingdom (ダーク・キングダム, Dāku Kingudamu) ou royaume des Youmas dans certaines versions francophones est le nom du royaume maléfique du premier arc de la série Sailor Moon. Le Dark Kingdom est dirigé par Queen Beryl, qui cherche à ressusciter Queen Metallia afin de prendre possession de la Terre. Queen Beryl est aidée par ses quatre serviteurs, Jadeite, Nephrite, Zoisite et Kunzite. Auparavant, tous ces personnages étaient les serviteurs du prince Endymion, réincarné en Tuxedo Mask,,,,,.
Queen Beryl est la première ennemie des guerrières Sailors. Son objectif est de dérober le cristal d'argent et voler l'énergie des êtres humains. Elle est en quête de pouvoir et a par le passé usurpé le pouvoir de la princesse Serenity par des manigances politiques. À l'inverse des guerrières Sailor, Queen Beryl n'incarne aucune notion de petite fille mais représente la femme adulte séductrice. L'absence de l'innocence enfantine est caractéristique de ses ambitions maléfiques. Elle symbolise le thème du passage à l'âge adulte et ses épreuves en incarnant une personnalité vile de l'âge adulte,.

#### Black Moon
La secte Black Moon (ブラック・ムーン一族, Burakku Mūn Ichizoku) est le nom de l’organisation maléfique du deuxième arc de la série Sailor Moon. Les membres du clan possèdent tous un croissant de lune noir sur le front. Dans l'oeuvre, l'organisation est d'abord au service de Queen Serenity puis décide de s'exiler sur la planète Némésis. Ils y trouvent une entité maléfique, appelée Homme Sage ou Death Phantom qui les convainc d'envisager une attaque de la Terre. L'organisation est dirigée par Death Phantom et son groupe de rebelle dont le chef est Prince Diamond, Prince Sapphire, Crimson Rubeus, Emerald ainsi que les quatre gardiennes du temps Catzi, Bertie, Prizma et Avery. L'organisation souhaite façonner un futur sans Sailor Moon et le pouvoir de son Cristal d’argent. En attaquant le monde futur, le groupe provoque le voyage dans le temps des versions futures de Sailor Moon et Tuxedo Mask, ainsi que de leur fille Chibiusa. La bataille finale contre l'organisation se déroule dans le futur et met fin à celle-ci,,.

#### Death Busters
Les Death Busters (デス・バスターズ, Desu Basutāzu, « Les Conquérants de l’abîme » dans les premières traductions) sont les ennemis du troisième arc narratif de la série Sailor Moon. Ce sont des extraterrestres venus du système stellaire Tau. Ils souhaitent faire revivre Mistress 9 afin que celle-ci puisse invoquer Master Pharaoh 90, une entité maléfique capable d’apporter l’Apocalypse sur Terre. Le second objectif est de permettre ensuite de prendre possession de la Terre pour en faire leur nouvelle planète mère. Les Death Busters sont dirigés par le professeur Soichi Tomoé aux côtés de Kaori Night, les cinq sorcières (Eudial, Mimete, Vilui, Tellu et Cyprine). La bataille finale qui met fin à l'organisation clôture le troisième arc,,,.

#### Dead Moon Circus
Dead Moon Circus (デッド・ムーン, Deddo Mūn Sākasu, « Le cirque de la Lune morte » dans les premières traductions françaises) est le nom de l’organisation maléfique du quatrième arc de la série. Leur quartier général a la forme d’un cirque. Les ennemis profitent notamment d’une éclipse solaire pour s’infiltrer dans tout Tokyo. L'organisation est dirigée par Zirconia, qui agit au nom de Queen Nehelennia, coincée dans un miroir. Zirconia recherche le Golden Crystal, ou le Cristal d’or en français, qui permettrait de libérer Queen Nehelennia afin qu’elle puisse prendre possession de la Terre.
Les amazones sont deux groupes d'antagonistes distincts liés au Dead Moon Circus. Le premier est un trio composé de deux hommes et une femme qui doivent retrouver Pégase. Par la suite, ce trio finit par rejoindre l'équipe de Sailor Moon et les aider. Le second groupe est un quatuor formé de petites filles possédant des pouvoirs supérieurs. Elles cherchent également Pégase à la suite de la trahison du trio d'Amazones. Au terme d'une bataille, Sailor Moon libère les quatre amazones du contrôle de Nehelennia et celles-ci deviennent quatre nouvelles guerrières Sailors : Ceres, Phalis, Juno et Vesta,,.

#### Shadow Galactica
Shadow Galactica (デッド・ムーン, Shadō Gyarakutika) est le nom de la cinquième et dernière organisation maléfique de la série. Elle est dirigée par Sailor Galaxia qui à la quête du pouvoir ultime, décide d’anéantir une par une toutes les guerrières Sailor de la galaxie. Elle se fait aider par ses sbires, les Sailor Animamates,,.

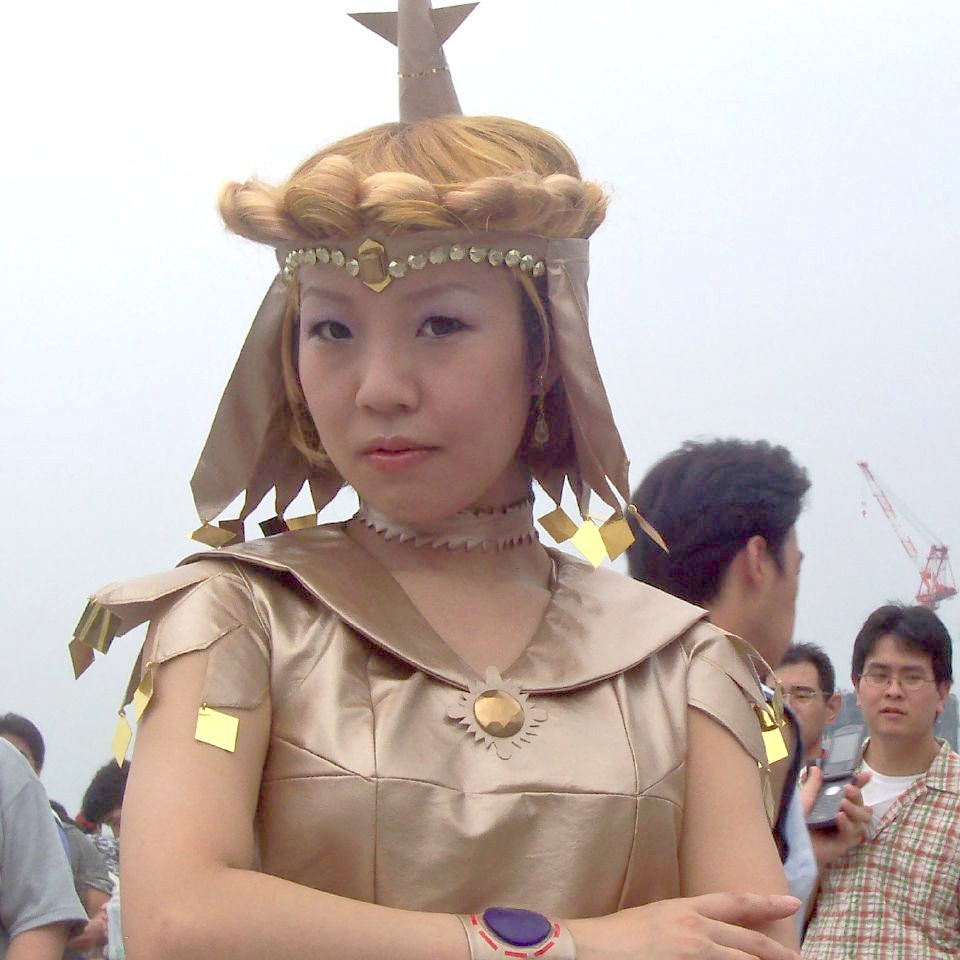
Cosplay de Sailor Galaxia.

Le Shadow Galactica est un empire créé par Sailor Galaxia, afin de l’aider à atteindre son but : devenir la guerrière Sailor ultime. Pour cela, Sailor Galaxia souhaite s’emparer de toutes les planètes de la galaxie. Elle en profite pour tuer les guerrières Sailor, gardiennes de chaque planète. Dans l’histoire, chaque habitant de chaque planète possède un « Star Seed », c’est-à-dire une âme, cristallisée sous la forme d’un diamant. Seules les guerrières Sailor possèdent un véritable « Star Seed », une graine d’étoile qui leur permettent de se transformer et d’utiliser leurs pouvoirs magiques,,. 
Membres
- Chaos (カオス, Kaosu?) est le principal ennemi de la série, a surtout un rôle déterminant dans le manga. Il a différentes facettes : Queen Metallia, Death Phantom, Master Pharaoh 90 et Queen Nehelennia ne sont en fait que des incarnations de Chaos. Comme toutes les entités de la galaxie, Chaos est né dans le Galaxy Cauldron, mais n’a pas réussi à devenir une étoile. Il a pris possession du Galaxy Cauldron et est devenu la force la plus puissante de la galaxie.

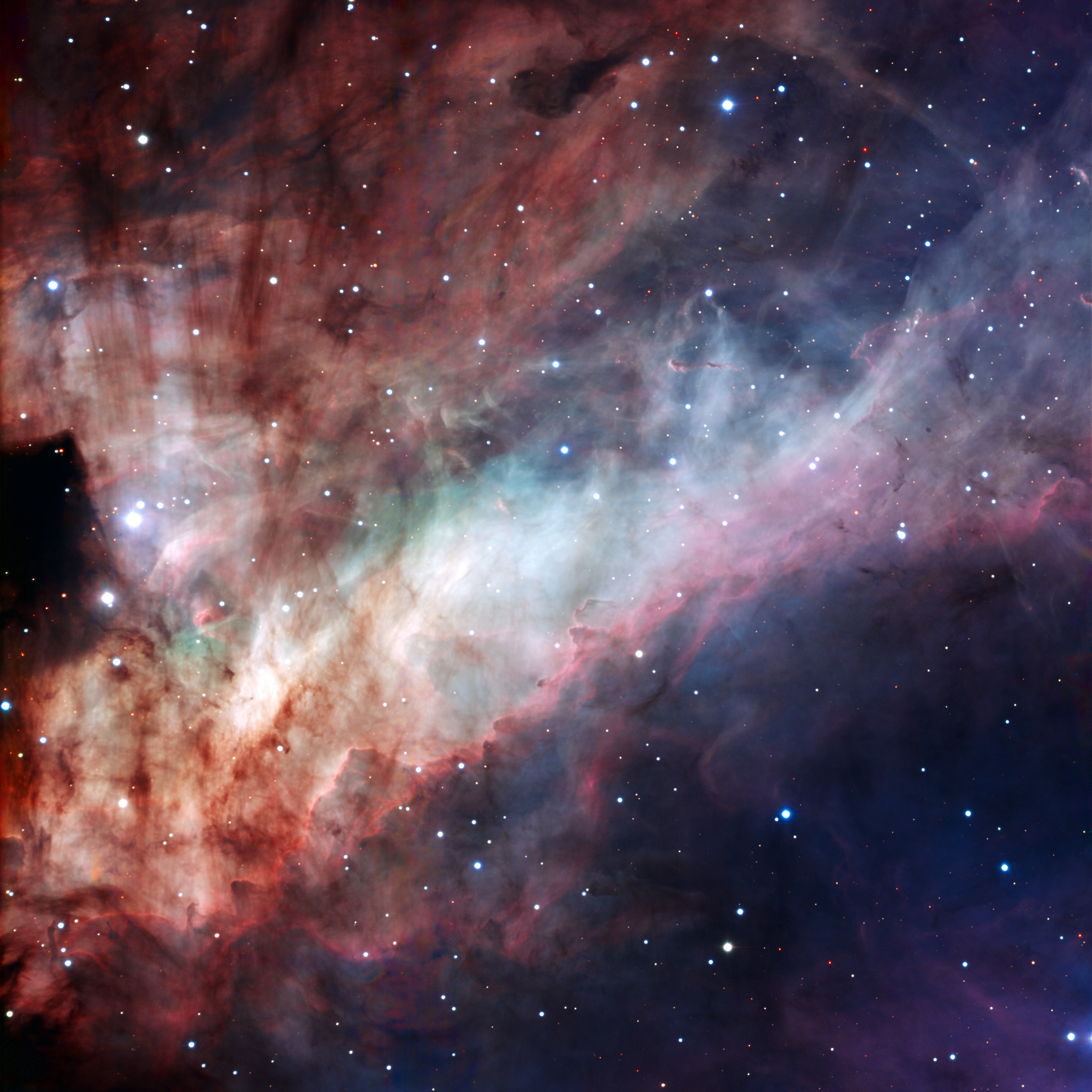
Naissance des étoiles dans la constellation du Sagittaire.

- Sailor Galaxia (セーラーギャラクシア, Sērā Gyarakushia?) est la principale ennemie du cinquième et dernier arc narratif de la série Sailor Moon. Son costume est doré, elle porte un casque qui recouvre de longs cheveux rouges et orange[54],[55].

- Les Sailor Animamates (セーラーアニマメイツ, Sērā Animameitsu?) sont les subalternes de Sailor Galaxia. Ce sont en fait de jeunes filles issues des différentes planètes conquises par Sailor Galaxia. Elles ont décidé de suivre Galaxia qui, pour leur conférer des pouvoirs, leur donne des bracelets qui leur permettent de survivre et d’extraire les Star Seeds des êtres humains.

- Sailor Iron Mouse (セーラーアイアンマウス, Sērā Aian Mausu?) est la première Sailor Animamates à apparaître. Son costume est blanc et elle à l’apparence d’une souris. Devenue sbire de Galaxia, elle est seulement maintenue en vie par ses bracelets[54],[55].

- Sailor Aluminum Seiren (セーラーアルーミナムセイレーン, Sērā Arūminamu Seirēn?) succède à Sailor Iron Mouse. Elle a de longs cheveux bleus et son apparence fait penser à une sirène au sens de la tradition médiévale scandinave[54],[55].

- Sailor Lead Crow (セーラーレッドクロウ, Sērā Reddo Kurō?) a de longs cheveux bruns et la peau mate. Elle a de longues ailes de corbeau attachées à son dos[54],[55].

- Sailor Tin Nyanko (セーラーティンにゃんこ, Sērā Tin Nyanko?) est la dernière guerrière à apparaître dans le dessin animé Sailor Moon de 1992. Elle porte un costume noir avec des oreilles et une queue de chat[55].

- Sailor Heavy Metal Papillon (セーラーヘビーメタルパピヨン, Sērā Hebīmetaru Papiyon?) est la dernière des Sailor Animamates. Elle n’apparaît que dans le manga, dans le chapitre 57. Originaire de la planète Cocoon, elle possède de longues ailes de papillon derrière son dos. Ses cheveux sont violets et sa robe est rose.

- Sailor Lethe (セーラーレテ, Sērā Rete?) et Sailor Mnemosyne (セーラームネモシュネ, Sērā Munemoshune?) sont deux guerrières Sailor qui n’apparaissent que dans le manga, dans le chapitre 56. Ce sont des sœurs jumelles. Sailor Lethe porte une robe verte foncée et est la gardienne du fleuve de l’oubli, tandis que Sailor Mnemosyne porte une robe rose clair et la gardienne du fleuve de la mémoire. Leur nom vient de deux personnages de la mythologie grecque : Léthé et Mnémosyne. Elles viennent de deux planètes jumelles qui ont été ravagées par Sailor Galaxia. Elles n’ont pas eu d’autre choix que de la suivre, en espérant un jour trouver enfin un monde en paix.

- Sailor Khi (セーラーカイ, Sērā Kai?) et Sailor Phi (セーラーファイ, Sērā Fai?) sont deux personnages qui n’apparaissent que dans le manga. Leurs noms viennent de l’alphabet grec, X (Khi) et Φ (Phi). Ce sont les deux gardiennes du Star Garden, un immense jardin où sont agrégés les différents Sailor Crystals volés par Galaxia et ses sbires. Leur apparence est très similaire, les deux guerrières étant blondes. Sailor Phi porte une robe noire et Sailor Khi une combinaison rouge.

Symbolique
Dans l’univers de Sailor Moon, le conflit opposant les guerrières Sailor et leurs ennemis s’inscrit dans une lutte symbolique entre la lumière et l’obscurité, incarnée par le concept du Yin et du Yang. Cette dynamique trouve son apogée avec Sailor Galaxia et son organisation, Shadow Galactica. Chaos, une entité sombre née dans le Chaudron Galactique, est présenté comme l’origine des grandes forces du mal. Sa nature destructrice et sa capacité à manipuler des guerrières Sailor, en les transformant en instruments de destruction, illustrent une vision dualiste de l’univers où même la lumière peut être corrompue. Sailor Galaxia, bien qu’autrefois une guerrière Sailor lumineuse, est un exemple frappant de cette corruption, représentant l’ambition dévorante et la quête de pouvoir absolu.
Shadow Galactica et ses membres incarnent la désunion et la perversion des valeurs protectrices des Sailor. Les Sailor Animamates, guerrières corrompues, sont le reflet de la fragilité et des dangers liés à l’abus de pouvoir. Leurs actions symbolisent la tentation et la déchéance que peut entraîner un déséquilibre entre lumière et obscurité. L’opposition entre les guerrières Sailor et les membres de Shadow Galactica met en exergue la résilience et la solidarité comme antidotes au chaos. Cet affrontement final est une métaphore puissante de la lutte intérieure entre l’ombre et la lumière que chaque individu porte en lui, un thème central de la série qui transcende le simple cadre narratif.

## Manga

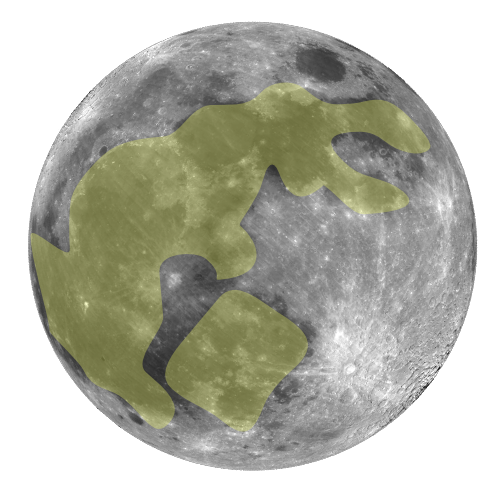
Le lapin lunaire, en japonais a donné son nom à l’identité civile de Sailor Moon.

Scénarisé et illustré par Naoko Takeuchi, le manga Sailor Moon s’étend sur 52 chapitres, appelés « Act » regroupés en 18 tankōbon. Chaque chapitre a d’abord été publié sous forme de feuilletons dans le magazine Nakayoshi, de février 1992 jusqu’en 1995. Le premier tome relié paraît chez Kōdansha le 6 juillet 1992. Au plus fort de son succès, Naoko Takeuchi dessinait entre 40-50 pages par mois, rassemblait ses chapitres dans les tankōbon de 135 pages et créait des ébauches pour le dessin animé. Après un certain temps, un tel rythme était insoutenable pour la mangaka. Alors qu’elle menace de tout arrêter, Fumio Osano finit par la convaincre de continuer et terminer l’histoire, soutenant que les fans seraient très déçus si l’intrigue se terminait brusquement. Naoko Takeuchi accepte et finit par obtenir plus de temps de repos en échange. Le dernier tome relié sort finalement le 4 avril 1997.
En France, le manga Sailor Moon a d’abord été publié par Glénat. Le premier tome paraît en février 1995, le dernier en juin 1998. Le manga a été modifié pour sa publication française : les pages ont été retournées pour s’adapter au sens de lecture occidental, tandis que la plupart des noms anglais ont été traduits, y compris les attaques, transformations et noms des guerrières Sailor. Ainsi, Sailor Mercury, Venus, Pluto et Saturn deviennent Sailor Mercure, Vénus, Pluton et Saturne. Au terme du contrat qui lie Kōdansha et Glénat, Naoko Takeuchi récupère ses droits et le manga n’est alors plus commercialisé.
Presque dix ans après sa sortie initiale, le manga Sailor Moon est réédité dans une nouvelle formule en 2003, pour coïncider avec la diffusion du drama. La collection reprend le titre anglais de la série télévisée, Pretty Guardian Sailor Moon. Cette deuxième édition est appelée shinsōban, « renouveau », en japonais. Les 18 volumes sont désormais condensés en 12 tomes avec des nouvelles couvertures et un nouveau découpage. La série comporte désormais 60 chapitres au lieu de 52. Deux tomes sont également dédiés aux petites histoires qui ne rentrent pas dans les arcs narratifs principaux. Naoko Takeuchi a également redessiné certaines cases et apporté des modifications mineures au scénario. En France, les droits de la nouvelle édition sont accordés à Pika Édition,. Le premier tome paraît en juillet 2012, dans une version plus fidèle à la version originale.
Enfin, pour les vingt ans de la série, une troisième édition du manga, appelée kanzenban, « édition complète », en japonais, paraît dès le 28 novembre 2013. Vendue plus chère que les précédentes, cette édition est au format A5, imprimée sur du papier de meilleure qualité, contient de nombreuses pages colorisées et de nouvelles retouches apportées par l'auteur. Les tomes ont également de nouvelles couvertures. En France, cette troisième édition baptisée Eternal Edition, est publiée depuis octobre 2020.
| - « Dark Kingdom » (「ダーク・キングダム」, « Dāku Kingudamu ») (chapitres 1-14) - « Black Moon » (「ブラック・ムーン」, « Burakku Mūn ») (chapitres 15-26) - « Infini » (「無限」, « Mugen ») (chapitres 27-38) - « Rêve » (「夢」, « Yume ») (chapitres 39-49) - « Stars » (「スターズ」, « Sutāzu ») (chapitres 50-60) |

## Anime

### Sailor Moon

Logo du dessin animé Sailor Moon.

Produit par Toei Animation, le premier épisode du dessin animé Sailor Moon est diffusé au Japon sur TV Asahi et TV Tokyo le 7 mars 1992. Avec ses 200 épisodes, la série est l’un des plus longs magical girl de l’histoire de la télévision nippone. Le dernier épisode est diffusé le 8 février 1997. Le dessin animé est divisé en cinq saisons, correspondant aux cinq arcs de la série, et est réalisé conjointement ou successivement par Junichi Satō, Kunihiko Ikuhara et Takuya Igarashi. Supervisée par Naoko Takeuchi, l’histoire du dessin animé est adaptée du manga, bien que la série comporte de nombreux fillers, notamment la première partie de la deuxième saison, qui est propre à la série télévisée. D’ailleurs, au fil des saisons, le dessin animé s’écarte peu à peu du manga et Naoko Takeuchi perd son contrôle sur la série. L’auteure n’hésite pas à exprimer sa déception sur l’adaptation de l’arc Sailor Star, notamment sur le fait que les Sailor Starlights soient des hommes en civil, alors qu’elle a toujours considéré que les guerrières Sailor ne pouvaient être que des filles. Elle note également que le dessin animé a un ton plus masculin, car l'équipe de production était composée essentiellement d'hommes. La série est complétée par trois films d’animation et quatre épisodes spéciaux.
Avec ses bonnes audiences, Sailor Moon s’exporte aux États-Unis, en Océanie et dans la plupart des pays européens. En France, le dessin animé est diffusé sur TF1 dans le Club Dorothée dès le 23 décembre 1993 jusqu’en août 1997. Seuls les 148 premiers épisodes ont été diffusés. Le doublage, supervisé par les studios SOFI, a par ailleurs été réalisé avec une équipe réduite d’acteurs. Le générique original a été remplacé par une chanson de Bernard Minet, intitulée Sailormoon. Avec l’arrêt de l’émission de Dorothée, la cinquième saison reste non doublée et inédite en France, jusqu’à l'obtention de la licence par Kazé, près de vingt années plus tard. L’ultime saison sort en DVD à l’automne 2015, doublée en français par une nouvelle équipe. Au Canada, la série est diffusée à partir du 28 août 1995 sur YTV, et en français à partir du 14 septembre 1996 sur le réseau TVA.
En 2010, treize ans après la dernière diffusion d’un épisode de la série sur la télévision italienne, Toei Animation annonce la rediffusion de Sailor Moon, dans une version remasterisée, en Italie. Cette ressortie préfigure une relance de la franchise sur le plan international. La même année, Toei Animation est présent au MIPTV, le marché international des contenus audiovisuels, et propose l’intégralité de la série Sailor Moon aux médias. Le dessin animé est alors diffusé au Portugal à partir de mars 2011 et en Allemagne en 2012.

#### Doublage
| Personnages    | Voix japonaises                                      | Voix françaises,                                                                           | Voix françaises,                                            |
| Personnages    | Voix japonaises                                      | Série d'animation                                                                          | Films d'animation,                                          |
| -------------- | ---------------------------------------------------- | ------------------------------------------------------------------------------------------ | ----------------------------------------------------------- |
| Sailor Moon    | Kotono Mitsuishi (1-43 ; 51-200) Kae Araki (44 - 50) | Emmanuelle Pailly (saisons 1 à 3) Sylvie Jacob (saison 4) Isabelle Volpe (saison 5)        | Emmanuelle Pailly (film 1) Isabelle Volpe (films 2 et 3)    |
| Sailor Mercury | Aya Hisakawa                                         | Virginie Ogouz (saisons 1 à 4) Pascale Chemin (saison 5)                                   | Virginie Ogouz (film 1) Pascale Chemin (films 2 et 3)       |
| Sailor Mars    | Michie Tomizawa                                      | Claude Chantal (saison 1-2) Francine Lainé (saisons 2 à 4) Pauline de Meurville (saison 5) | Francine Lainé (film 1) Pauline de Meurville (films 2 et 3) |
| Sailor Jupiter | Emi Shinohara                                        | Agnès Gribe (saisons 1 à 4) Marie Nonnenmacher (saison 5)                                  | Agnès Gribe (film 1) Marie Nonnenmacher (films 2 et 3)      |
| Sailor Venus   | Rika Fukami                                          | Amélie Morin (saisons 1 à 4) Frédérique Marlot (saison 5)                                  | Amélie Morin (film 1) Frédérique Marlot (films 2 et 3)      |
| Tuxedo Mask    | Toru Furuya                                          | Philippe Ogouz (saisons 1 à 4) Bastien Bourlé (saison 5)                                   | Philippe Ogouz (film 1) Bastien Bourlé (films 2 et 3)       |
| Chibiusa       | Kae Araki                                            | Amélie Morin (saisons 2 à 4) Corinne Martin (saison 5)                                     | Amélie Morin (film 1) Corinne Martin (films 2 et 3)         |
| Sailor Pluto   | Chiyoko Kawashima                                    | Virginie Ogouz (saison 2) Agnès Gribe (saison 3) Agnès Manoury (saison 5)                  | Agnès Manoury                                               |
| Sailor Uranus  | Megumi Ogata                                         | Francine Lainé (saison 3) Françoise Escobar (saison 5)                                     | Françoise Escobar                                           |
| Sailor Neptune | Masako Katsuki                                       | Agnès Gribe (saison 3) Jade Lanza (saison 5)                                               | Jade Lanza                                                  |
| Sailor Saturn  | Yuko Minaguchi                                       | Agnès Gribe (saison 3) Caroline Combes (saison 5)                                          |                                                             |
| Luna           | Keiko Han                                            | Agnès Gribe Bérangère Jean (saison 5)                                                      | Agnès Gribe (film 1) Bérangère Jean (films 2 et 3)          |
| Artemis        | Yasuhiro Takato                                      | Claude Chantal (saisons 1-2) Virginie Ogouz (saisons 2 à 4) Bruno Méyère (saison 5)        | Virginie Ogouz (film 1) Bruno Méyère (films 2 et 3)         |

### Sailor Moon Crystal
Pour fêter les 20 ans de la franchise, Toei Animation annonce la production d'un nouveau dessin animé basé sur l’histoire originale du manga. Intitulée Sailor Moon Crystal, la série est diffusée à partir de juillet 2014 en streaming, sur le site Nico Nico Douga, et sur Canal J pour la France.

### Films

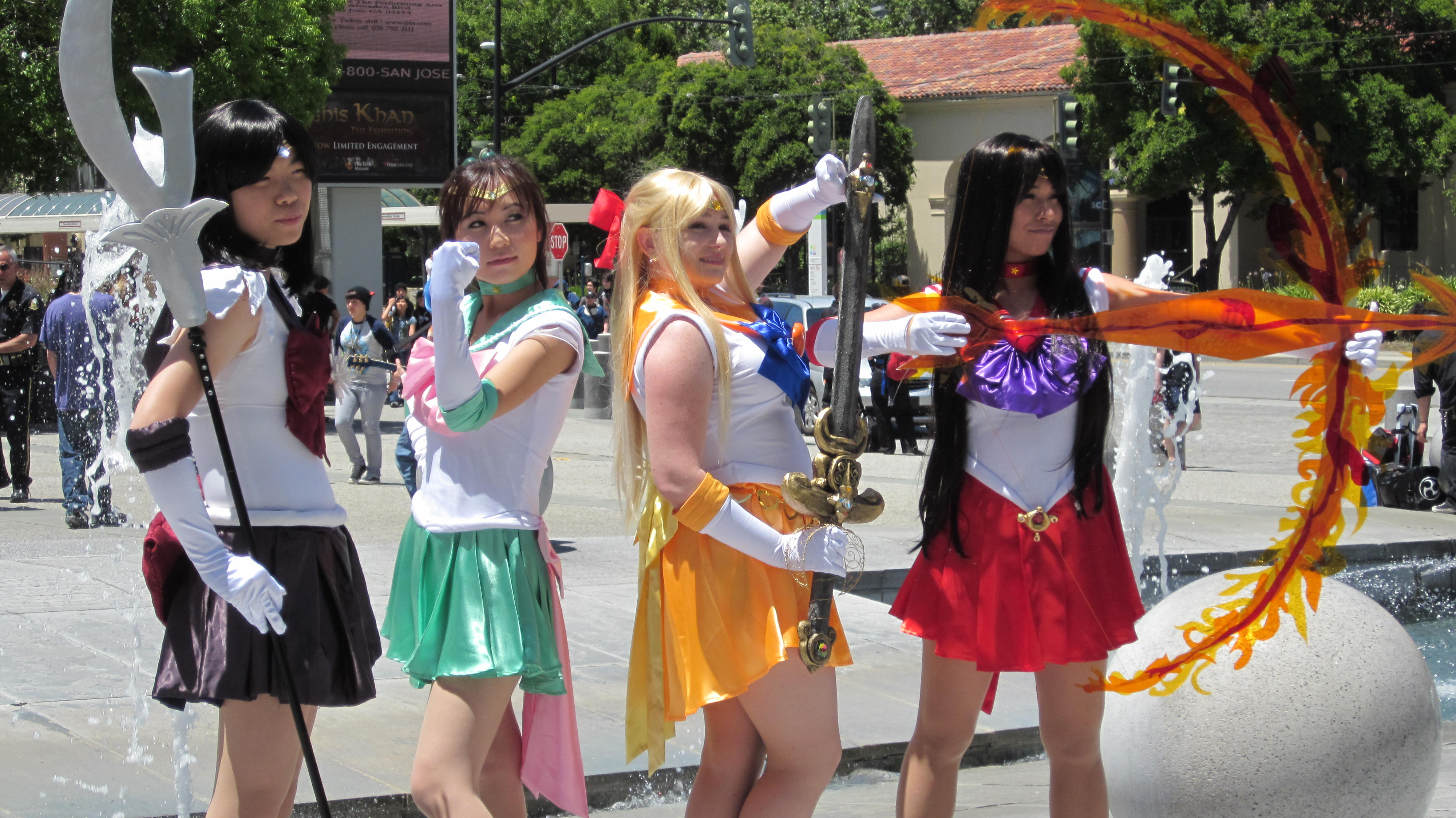
Cosplay avec, de gauche à droite, Sailor Saturn, Jupiter, Venus et Mars.

Grâce au succès du dessin animé, Sailor Moon a été adaptée en trois films d’animation. Réalisé par Kunihiko Ikuhara, Sailor Moon R - Le film (劇場版 美少女戦士セーラームーンＲ, Gekijōban Bishōjo Senshi Sērā Mūn Āru) sort sur les écrans de cinéma nippons le 9 décembre 1993. Le scénario original est écrit par Yasuhiro Yoshikawa et s’intéresse particulièrement au personnage de Fioré, un ancien ami de Mamoru Chiba, qui répand des fleurs maléfiques à la surface de la Terre. Le film a été adapté en français par AB Animation et sort au cinéma le 15 mai 1996 sous le titre Sailor Moon : les Fleurs maléfiques.
Sailor Moon S, le film sort au Japon le 4 décembre 1994. Réalisé par Hiroki Shibata et basé sur un scénario de Sukehiro Tomita, l’intrigue s’inspire du chapitre 41 du manga. Dans ce film, Princess Snow Kaguya, un extra-terrestre au cœur de glace, arrive sur Terre afin d’y construire un royaume gelé. Au même instant, Luna se fait renverser par une voiture et est recueillie par Kakeru Ōzora, un astronome au grand cœur. Luna finit par tomber amoureuse du jeune homme.
Sailor Moon Super S, le film sort le 23 décembre 1995. Précédé du court-métrage Sailor Moon Super S Plus : Ami-chan no Hatsukoi, le film est réalisé par Hiroki Shibata et scénarisé par Yasuhiro Yoshikawa. L’intrigue reprend des éléments de la légende du Joueur de flûte de Hamelin et comment Queen Badiane parvient à kidnapper les enfants de la Terre pour nourrir son Black Dream Hole afin d’avaler littéralement la planète.
Sailor Moon Eternal sort entre le 8 janvier 2021 pour la première partie et le 11 février 2021 pour la seconde partie.
Sailor Moon Cosmos sort entre le 9 juin 2023 pour la première partie et le 30 juin 2023 pour la seconde partie.

### Épisodes spéciaux
Le monde merveilleux de Sailor Moon S est le premier épisode spécial de Sailor Moon à avoir été diffusé à la télévision, le 22 décembre 1994. D'une durée de 30 min, il montre plusieurs extraits de la série, des premier et deuxième films de la série animée, le tout commenté par les doubleuses de Sailor Moon et Sailor Chibi Moon, Kotono Mitsuishi et Kae Araki.
Il est suivi par Sailor Moon Super S Special, diffusé le 8 avril 1995 sur TV Asahi, peu de temps après le début de la saison Super S. D’une durée de 45 minutes, il est resté inédit pendant vingt ans en France, jusqu’à son édition en DVD par Kazé, en septembre 2015. Cet épisode regroupe en fait trois petites histoires :
- La Chrysalide devient papillon ? Bunny la pleurnicharde grandit. (華麗に変身？泣き虫うさぎの成長記録, Karei ni Henshin? Nakimushi Usagi no Seichokiroku?) ;
- Frédérique et Mylène sont de retour ! Le théâtre de marionnettes fantôme. (はるかみちる再び！亡霊人形劇, Haruka Michiru Futatabi! Bourei Ningyougeki?) ;
- Les Aventures de Camille ! Terreur au manoir du vampire. (ちびうさの冒険！恐怖、吸血鬼の館, Chibiusa no Bouken ! Kyoufu Kyuuketsuki no Yakata?).

Il existe également deux épisodes spéciaux qui ont précédé la projection du premier et du troisième films d'animation sortis au cinéma :
- Sans fard ! Un portait des guerrières (メイク アップ！セーラー戦士, Make up ! Sailor Senshi?), sorti le 5 décembre 1993.
- Super S épisode spécial: Le premier amour de Molly (スペシャルプレゼント 亜美ちゃんの初恋 美少女戦士セーラームーンSuperS外伝, Supesharu Purezento Ami-chan no Hatsu-koi Bishōjo Senshi Sērā Mūn Sūpāzu Gaiden?), sorti le 23 décembre 1995.

## Comédies musicales
La série Sailor Moon a été adaptée en une trentaine de comédies musicales, et ce dès le succès du manga et du dessin animé. Appelées Sera Myu, abréviation romanisée de Sailor Moon Musical, les comédies musicales Sailor Moon sont au nombre de 34.

## Drama

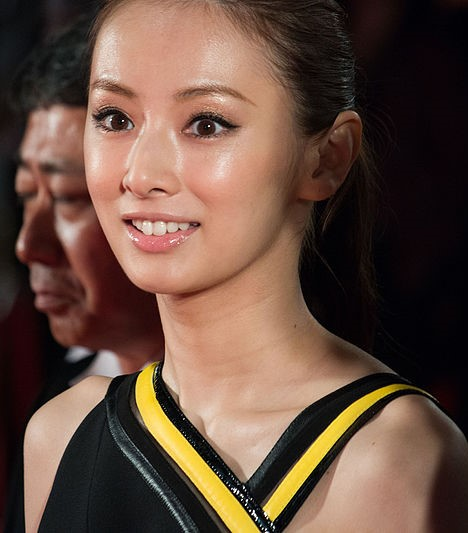
L’actrice Keiko Kitagawa incarne Sailor Mars dans le drama.

En 2003, Toei Animation et Naoko Takeuchi annoncent conjointement une adaptation en drama (tokusatsu) de la franchise Sailor Moon. Intitulée Pretty Guardian Sailor Moon, l’histoire reprend les intrigues du premier arc du manga, avant de s’en écarter sensiblement. Le drama compte finalement 49 épisodes, un film télévisé et un épisode spécial. Le premier épisode est diffusé sur CBC/TBS le 4 octobre 2003 et la série se termine le 25 septembre 2004.

## Musique
Avec près de cinquante albums enregistrés pour toutes les adaptations de la franchise, sans compter les nombreuses comédies musicales, la musique a incontestablement un rôle de choix dans Sailor Moon. La composition de la plupart des musiques du dessin animé a été confiée à Takanori Arisawa. Riche en instrument en cordes, comme les violons, violoncelles, la musique de Sailor Moon est plutôt romantique et accentue le côté shōjo de la série. Les pistes qui accompagnent les transformations ont particulièrement été travaillées. Si les thèmes créés pour les transformations des premières guerrières Sailor sont légers et agrémentés d’un chœur de femmes, les musiques des guerrières du système solaire externe se distinguent par un violon particulièrement proéminent, accompagné d’une mélodie empressée au piano et d’un synthétiseur plutôt imposant. La musique des troisième et quatrième saisons se distingue par leur côté jazz et baroque et une influence latino. Enfin, la dernière saison, Sailor Stars fait la part belle à la musique, puisque les nouveaux personnages centraux, les Three Lights, forment un groupe pop particulièrement apprécié par les adolescentes. Takanori Arisawa dispose d’un orchestre plus important et réenregistre la plupart des musiques avec un univers plus riche. Le ton des transformations est plus techno et veut coller avec la musique du milieu des années 1990, pour rendre les chansons des Three Lights plus réelles. Guitares électriques, batteries et synthétiseurs sont omniprésents dans les musiques de la saison. En 1993, Takanori Arisawa reçoit un prix de Columbia Records pour son travail sur la première saison de Sailor Moon.
Le premier générique de la série animée, Moonlight Densetsu (ムーンライト伝説, litt. « La légende du clair de Lune »), est composé par Tetsuya Komoro et les paroles sont écrites par Kanako Oda. Il a été interprété pour les deux premières saisons par DALI, puis, pour la troisième et quatrième saison, par Moon Lips. Le titre est primé en 1993 et 1994 par la revue Animage,. La chanson a été reprise depuis par de nombreux artistes, dont Nana Kitade et Nozomi Tsuji. Les Momoiro Clover Z, qui interprètent le générique du nouveau dessin animé de 2014, Sailor Moon Crystal, reprennent régulièrement le titre pendant leurs concerts. Pour la dernière saison, le générique Moonlight Densetsu est remplacé par le titre Sailor Stars Song, dont les paroles ont été écrites par Naoko Takeuchi. Le morceau est composé par Shouki Araki et interprété par la chanteuse Kae Hanazawa.
La musique a également un rôle prépondérant dans le drama Pretty Guardian Sailor Moon, où de nouveaux thèmes ont été composés pour la série. La direction musicale a été cette fois confiée à Michiru Oshima. Minako Aino devient une idole dans cette adaptation ; son interprète, Ayaka Komatsu, chante donc de nombreux titres, dont C’est la Vie, thème récurrent de la série. Le générique de Pretty Guardian Sailor Moon, Kirari☆Sailor Dream! a été écrit par Naoko Takeuchi et interprété par Sae. Les autres actrices ont chacune enregistré deux titres qui sont sortis en CD single. Un concert spécial a été enregistré le 2 mai 2004 au Yomiuri Hall de Tokyo, puis distribué en DVD en août de la même année.

## Produits dérivés

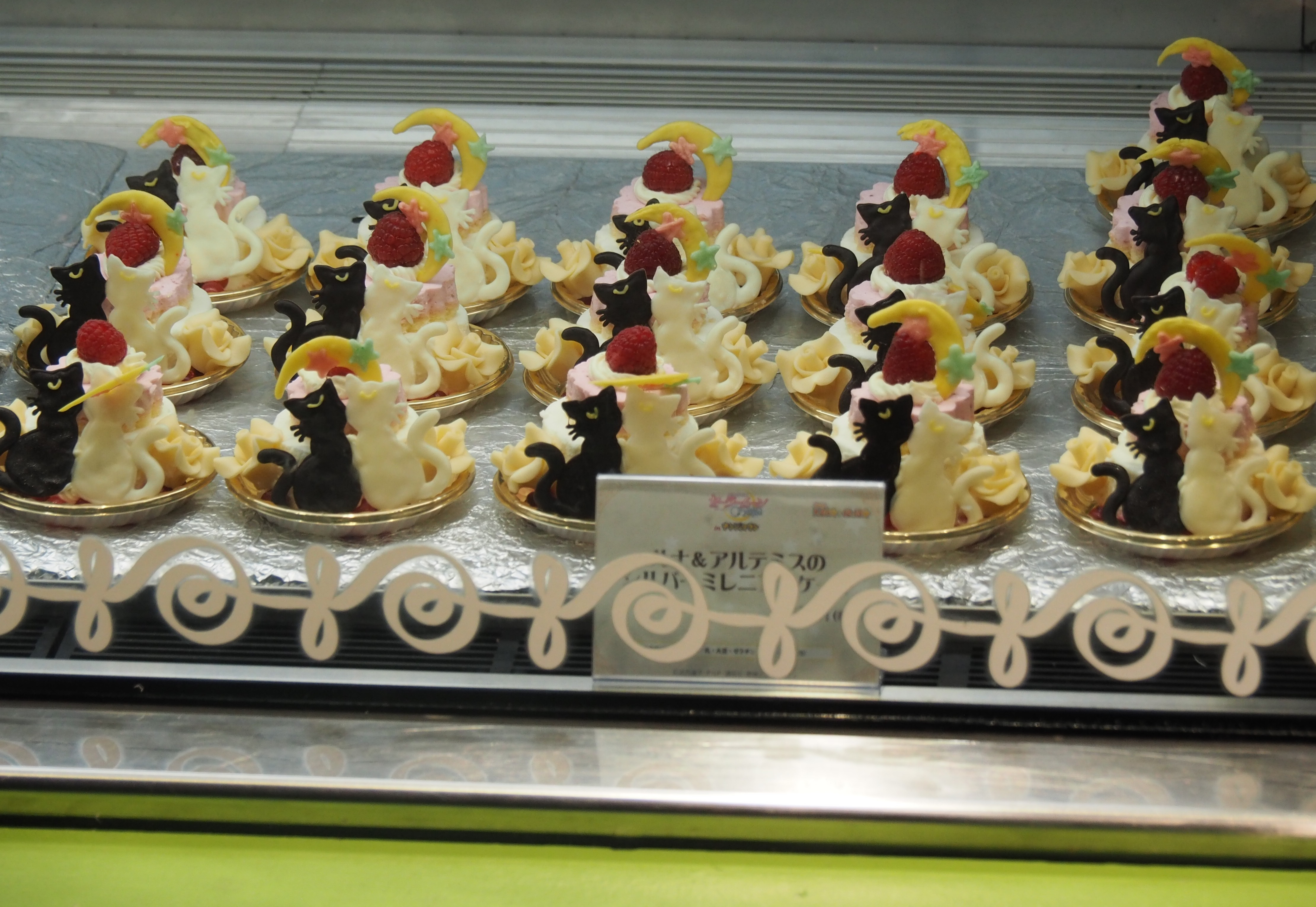
Pâtisseries en forme de Luna et Artemis proposées par les cafés Sailor Moon au Japon.

### Jeux vidéo
La franchise Sailor Moon a été adaptée en jeux vidéo. La plupart des jeux sont commercialisés dans les années 1990 sur système Super Famicom et n’ont pas dépassé les frontières nippones, à l’exception du jeu Sailor Moon, sorti en 1994 en France sur Super Nintendo. La plupart des adaptations sont des jeux de combat (beat them all) proches de Street Fighter ou Streets of Rage. Basé sur un scénario inédit, Sailor Moon : Another Story, développé par Angel en 1995, est le seul jeu de rôle de la série. Enfin, Sailor Moon : La Luna Splende, dernier jeu de la licence, est distribué en 2011 seulement en Italie sur Nintendo DS.

### Publications
Pour promouvoir le travail de Naoko Takeuchi, l’éditeur Kōdansha décide de publier huit artbooks, dont sept entre 1994 et 1999. Le dernier ne paraît qu’en 2017, à l’occasion des 25 ans de Sailor Moon. Enfin, pour compléter sa série, la mangaka a créé quatre histoires courtes hors-série qui viennent s’ajouter aux 52 chapitres qui composent l’histoire originale.

#### Artbooks
En marge des cinq arcs du manga, Kōdansha publie huit artbooks. Les cinq premiers sont tous appelés Original Picture Collection et regroupent les différents travaux de Naoko Takeuchi sur Sailor Moon. La plupart des dessins sont accompagnés d’un commentaire de l’auteure, où elle explique le processus de création de chaque personnage, les idées qu’elle a souhaité développer dans le manga et donne son avis sur le dessin animé. Un nouvel artbook avec un tirage limité est publié au Japon lors de la convention Comiket en 1997, après la fin du dessin animé. Appelé Volume Infinity, il regroupe de nouveaux dessins de Naoko Takeuchi mais aussi des fan art de l’équipe technique du dessin animé. Enfin, l’avant-dernier artbook, Materials Collection, est publié en 1999, toujours chez Kōdansha. C’est le livre le plus personnel de Naoko Takeuchi, où elle décrit ses sentiments vis-à-vis des personnages et de l’histoire, mais aussi toute leur personnalité. Le livre est conclu par une histoire courte, Parallel Sailor Moon, pour fêter l’année du lapin. Le dernier et huitième artbook n'est publié que 18 ans plus tard, à l'occasion des 25 ans de la licence. Prévu pour 2017, il contient certaines illustrations inédites.
- Bishoujo Senshi Sailor Moon Original Picture Collection Vol. I, sorti le 5 octobre 1994 au Japon[99] et paru chez Glénat en août 1999 sous le titre Le Grand Livre de Sailor Moon[100] ;
- Bishoujo Senshi Sailor Moon Original Picture Collection Vol. II, sorti le 5 octobre 1994 au Japon[101] ;
- Bishoujo Senshi Sailor Moon Original Picture Collection Vol. III, sorti le 5 octobre 1996 au Japon[102] ;
- Bishoujo Senshi Sailor Moon Original Picture Collection Vol. IV, sorti le 5 octobre 1997 au Japon[103] ;
- Bishoujo Senshi Sailor Moon Original Picture Collection Vol. V, sorti le 25 septembre 1997 au Japon[104] ;
- Bishoujo Senshi Original Picture Collection: Volume Infinity, sorti le 30 juin 1997 au Japon[105] ;
- Bishoujo Senshi Sailor Moon Materials Collection, sorti le 1er octobre 1999 au Japon[106].

#### Histoires courtes
Naoko Takeuchi a écrit quatre histoires en parallèle de la série principale. Dans la première édition de 1992, ces hors-séries ont été intégrés dans les volumes 11, 13, 15 et 17, tandis qu’ils sont publiés dans deux tomes à part pour la nouvelle édition de 2003.

#### Anime comics
Des anime comics reprenant les histoires de la première série télévisée ont également été publiés. En France, seuls les deux premiers ont été édités par les éditions Montjoie. Des livres de poche, reprenant l'histoire des trois films d'animation, ont également été publiés.

### DVD
Au Japon, l’intégrale de la série animée a été publiée sur support DVD en 2002. Chaque saison est séparée en six à huit volumes, avec une moyenne de 6 épisodes par coffret. En 2009, Toei Animation propose à nouveau la série DVD, mais cette fois-ci en deux coffrets par saison. En France, les épisodes 149 à 166 sont sortis en DVD en 2003 et distribués par AB Productions. Ces épisodes, qui correspondent à la fin de la saison 4, n’ont jamais pu être diffusés à la suite de l'arrêt du Club Dorothée. Les DVD contiennent seulement la piste audio française et le montage censuré. Plus tard, en septembre 2013, Kazé publie la première saison de Sailor Moon en version non censurée avec la piste audio japonaise originale et la version française,. La deuxième saison sort en DVD en juin 2014, la troisième en novembre 2014 et la quatrième en mai 2015. La cinquième est finalement publiée à la fin de l'année 2015, la dotant au passage d'une version doublée en français, plus de 20 ans après sa première diffusion au Japon.

### Disques Blu-ray
À l’occasion des 25 ans de la licence, la saison une du dessin animé Sailor Moon sort pour la première fois en disque Blu-ray à l’été 2017 au Japon. Divisée en deux coffrets de vingt-trois épisodes chacun, la série a été remasterisée en haute définition 1080p.

### CD-ROM
Des CD-ROM ont été édités au Japon. Ils contiennent des illustrations numérisées présentes sur les différents artbooks. Le premier est sorti le 23 août 1994, et deux autres sont sortis le 14 décembre 1994,. Ils ont été compilés en un CD-ROM le 16 novembre 1995.

### Autres
Depuis la création de Sailor Moon et son succès populaire auprès des enfants et des adolescents, certains fabricants de jouets, dont Bandai et Banpresto, se sont emparés du phénomène et ont produit plus de 5 000 produits dérivés de la franchise. Des poupées aux figurines, en passant par les serviettes et le parfum, les nombreux objets sur Sailor Moon et ses amies sont collectionnés par de nombreux fans à travers le monde. Plus récemment, une ligne de cosmétiques, inspirée par la phrase de transformation « Make Up! » des guerrières Sailor, a été éditée par Bandai. La société Groove a sorti entre 2014 et 2015 une série de dix Pullip à l'effigie des dix guerrières et de Tuxedo Mask.
Une exposition temporaire consacrée à la série se tient à Tokyo au printemps 2016, dans le quartier de Roppongi Hills. Le public peut y découvrir les dessins originaux produits par Naoko Takeuchi, ainsi que des illustrations utilisées pour le dessin animé de 1992.

## Accueil
Dès la sortie du manga et du dessin animé, en 1992, la franchise rencontre un franc succès au Japon. Les aventures de Sailor Moon sont particulièrement plébiscitées par les lecteurs du magazine mensuel Nakayoshi, dont le tirage est alors estimé à plus d’un million de copies au milieu des années 1990, avec des pics à deux millions. Le manga remporte en 1993 le prix du manga Kōdansha. À la fin de l’année 1995, les treize premiers tankōbon du manga se sont vendus à plus d’un million d’exemplaires chacun. En 2011, l’éditeur Kōdansha annonce avoir écoulé plus de 15 millions de copies des différentes éditions de Sailor Moon sur le territoire japonais.
Le dessin animé, diffusé chaque samedi à 19 h sur la chaîne nationale TV Asahi, n’est pas en reste, puisqu’il est suivi en moyenne par 11% des téléspectateurs nippons. La série d’animation est primée l’année de sa diffusion par la revue Animage. Les aventures de Sailor Moon sont aussi adaptées en trois films d’animation, sortis entre 1993 et 1995. Lors de sondages réalisés par TV Asahi portant sur les meilleures séries d’animation, Sailor Moon se classe dix-huitième en 2005, puis trentième l’année suivante. « Sailor Moon » est également le troisième terme le plus recherché sur Google en 2003, dans la catégorie « anime ».
La franchise s’exporte bien à l’étranger et le manga est traduit en dix-sept langues et est vendu dans plus de cinquante pays. Le dessin animé, quant à lui, est diffusé dans trente-trois pays à la fin de l’année 1995, dont le Mexique, la Chine, le Brésil, les États-Unis et la plupart des pays d’Europe, dont la France et la Belgique. La franchise rapporte globalement plus d’un milliard et demi de chiffre d’affaires les deux premières années de son exploitation et finalement, entre 1992 et 2012, plus de six milliards de dollars.
En France, le dessin animé Sailor Moon, racheté par AB Productions, devient l’une des séries emblématiques du Club Dorothée et est particulièrement populaire auprès des filles. Devant un tel succès, AB Productions tente de projeter au cinéma le film Les Fleurs Maléfiques en mai 1996, mais la sortie est un échec commercial. Aux États-Unis, en 1995, le dessin animé ne trouve pas son public, comme la plupart des autres séries d’animation japonaise de l’époque. Rediffusée en 1998 sur Cartoon Network, la série connaît cette fois le succès. La réédition du manga, publiée treize ans plus tard, devient aussi populaire : le premier tome de Sailor Moon est le deuxième manga le plus vendu l’année de sa sortie, en 2011, tandis que le troisième tome de Sailor Moon est le manga le plus vendu l’année suivante. Au 29 avril 2016, sur IMDB, le dessin animé a une note de 7,7/10, basée sur 9 000 votes.

### Commentaires et critiques
La franchise Sailor Moon est créditée par les journalistes Fred Patten et Paul Gravett pour avoir renouvelé et popularisé le genre magical girl,. En effet, si jusqu’à alors les magical girls n’utilisaient leurs pouvoirs que pour se transformer en adultes exerçant différents métiers, les filles de Sailor Moon les utilisent pour combattre le mal, ce qui est inédit à l’époque. De plus, les magical girls n’opéraient qu’isolément, alors que Sailor Moon propose un large panel d’héroïnes. Sailor Moon a influencé la création de nombreuses autres séries, comme Magic Knight Rayearth, Wedding Peach, Nurse Angel Ririka SOS, Revolutionary Girl Utena, ou encore Pretty Cure,. Nicolas Penedo d’AnimeLand estime que la série est devenue particulièrement populaire grâce à l’intégration des codes du sentai dans l’univers des magical girls et un ton shōnen qui attire un public masculin. L’écrivain Jason Thompson, dans son livre Manga : The Complete Guide, reprend les mêmes arguments et attribue la note de 3/4 à la série, en comparant la série à une version moins sanglante de Saint Seiya.
Le journaliste Sylvain Durand, du magazine Protoculture Addicts, s’enthousiasme des dessins du manga qu’il juge « magnifiques », mais regrette que le scénario soit si inégal et compressé. Il note également que le manga a un ton plus tragique que le dessin animé et se focalise davantage sur la relation entre Usagi et Mamoru. Le dessin animé est, selon lui, plus cohérent et plus facile à comprendre. Il constate également que le dessin animé laisse plus de place au développement des personnages, avec un ton plus équilibré entre le tragique et le comique. Les critiques saluent également la diversité des personnages, l’univers riche de références mythologiques et les valeurs prônées par l’héroïne, que sont la force de l’amour et de l’amitié, l’égalité et la tolérance. Dans un reportage consacré à Sailor Moon, Vice note que la série a permis aux jeunes homosexuels des années 1990 à s'affirmer, notamment grâce à la grande diversité des personnages gays, lesbiens, mais aussi transgenres qui sont parfaitement intégrés sans traitement particulier.
De son côté, Dolores Martinez reconnaît volontiers une certaine violence dans la série, mais elle constitue selon elle, un atout : grâce à leur comportement violent agressif et dominateur, les héroïnes de Sailor Moon parviennent à se détacher de l’image traditionnelle de la femme japonaise passive. Le docteur en philosophie Timothy Perper rappelle que si ses dessins sont « sexy », voire « érotiques », Sailor Moon dépeint une certaine sexualité pleine de vie, vivante et profondément émouvante et sentimentale. Sailor Moon est également associée au mouvement féministe girl power,.
La franchise, en particulier le dessin animé, est critiquée pour ses nombreux fillers et son scénario répétitif,, et inégal. Certains commentaires regrettent l’utilisation abusive de stock-shot, en particulier pour les séquences de transformations et d’attaques,.

### Controverses
Dans la plupart des pays où Sailor Moon a été adaptée, le dessin animé a été jugé particulièrement violent. De fait, la série a été censurée et de nombreuses scènes jugées choquantes ont été supprimées lors du montage pour les diffusions locales. Les scènes suggestives ou montrant de la nudité sont coupées au montage,.
L’homosexualité de certains personnages a été sujette à controverse. Aux États-Unis, les deux femmes deviennent des cousines. Il existe d'autres personnages lesbiens ou homosexuels eux aussi transformés pour les besoins de la censure. Le personnage Fisheye de la quatrième saison est doublé par une femme alors que c’est un homme travesti. Il sera assimilé à une identité féminine. Au Mexique, un groupe de pression catholique accuse Sailor Moon de faire la promotion de l’homosexualité et du satanisme, entraînant alors pendant quelque temps le retrait du manga des librairies. En Italie, la fin de la cinquième saison a dû être doublée à nouveau après que la psychologue Vera Slepoy indique que Sailor Moon « rend les petits garçons homosexuels ».

### Dans la culture populaire
Le personnage de Sailor Moon est choisi pour être l’un des ambassadeurs des Jeux olympiques d'été de 2020 qui se déroulent à Tokyo, au Japon, aux côtés d'autres figures emblématiques de l’animation japonaise comme Son Goku de la série Dragon Ball ou encore Astroboy. La guerrière est également la mascotte d'une campagne de prévention contre la syphilis lancée par le ministère de la santé japonais, après une forte recrudescence de la maladie dans la capitale nippone au cours de l’année 2016.

### Prix et récompenses
- Prix du meilleur animé, Anime Grand Prix japonais, en 1992[124]
- Prix du manga Kōdansha, catégorie shōjo, en 1993[122]